# Lijst van vlaggen van Filipijnse deelgebieden
Dit artikel bevat een lijst van vlaggen van Filipijnse deelgebieden. De Filipijnen bestaan uit 81 provincies, die zijn gegroepeerd in zestien regio's. De National Capital Region (NCR) is niet ingedeeld in provincies, maar in steden en gemeenten. De regio's bestaan voornamelijk voor administratief gemak; zij hebben geen eigen vlag, maar wel heeft de autonome regio Bangsamoro een eigen vlag.

## Vlaggen van de provincies
De meeste provinciale vlaggen bevatten vrijwel allen het betreffende provinciale zegel op een egaal veld.

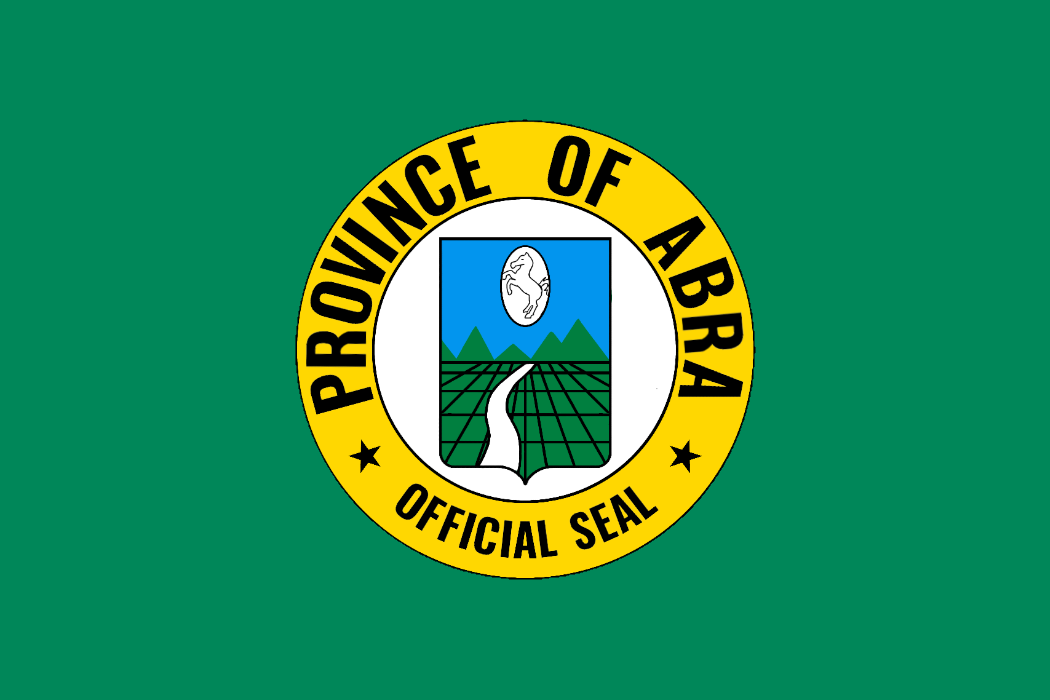
Abra
Agusan del Norte
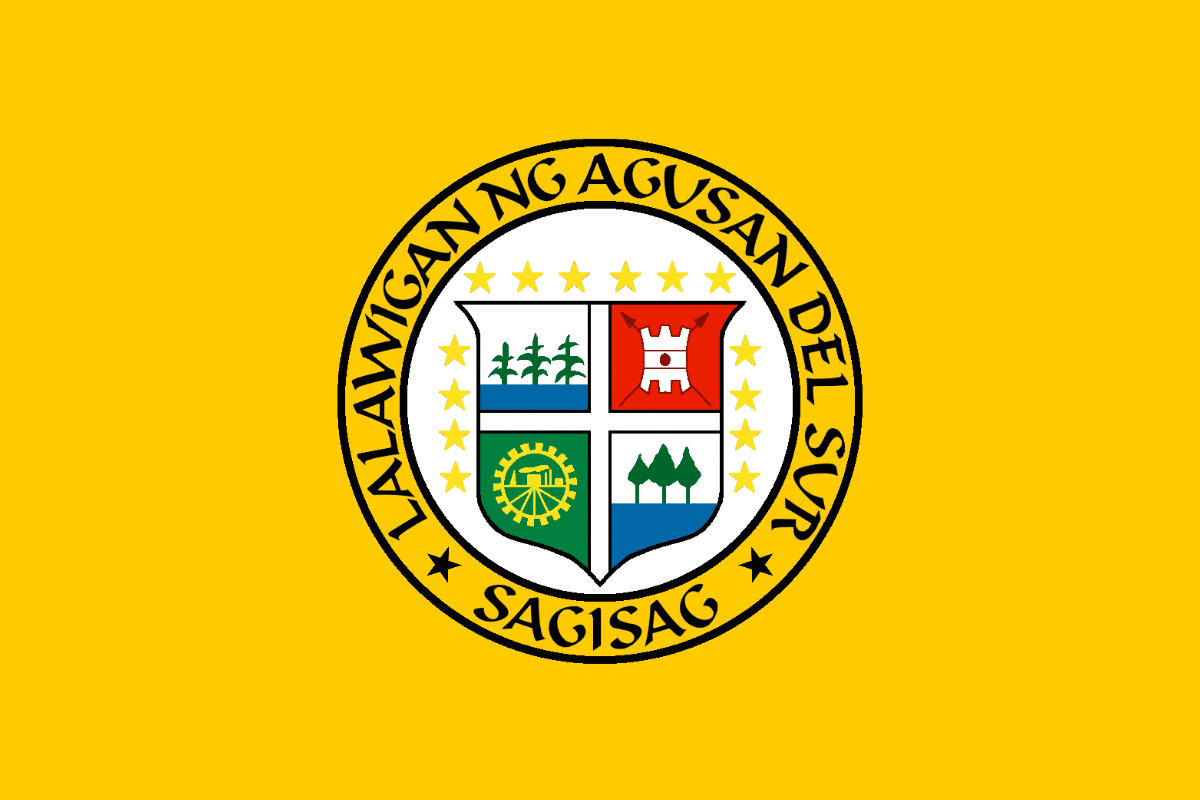
Agusan del Sur
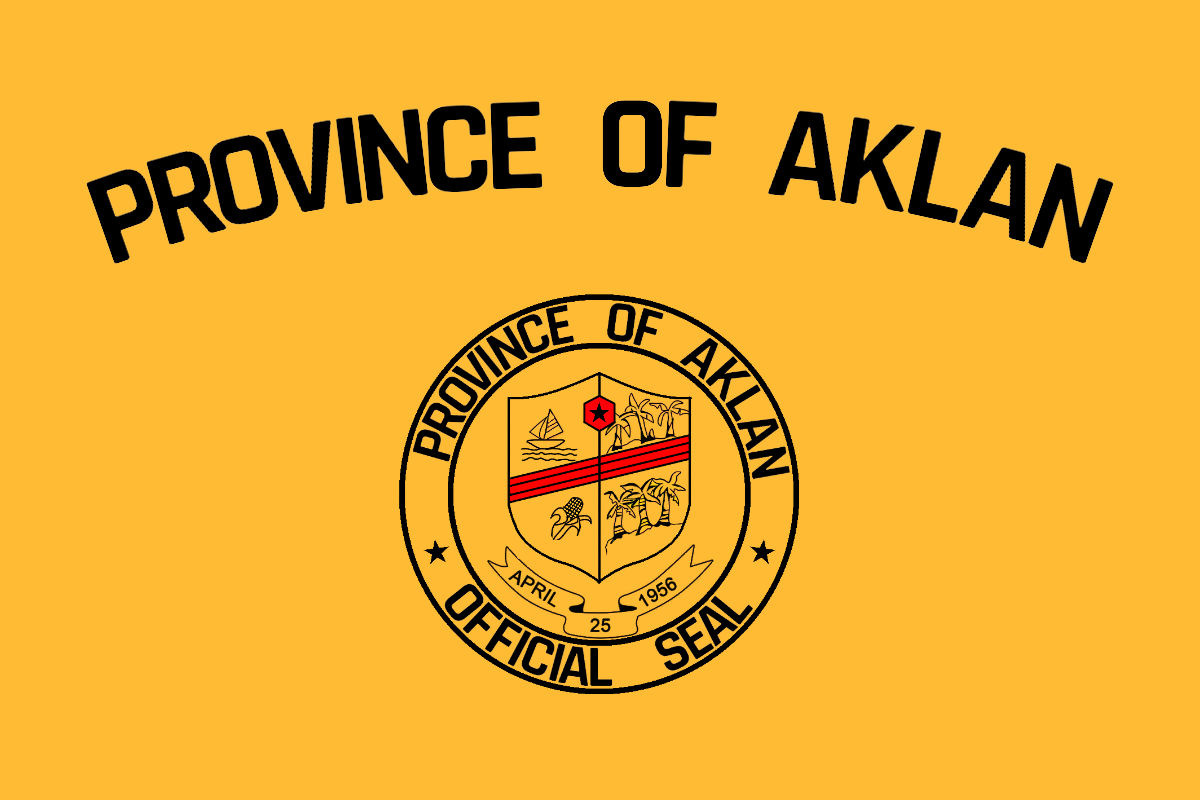
Aklan
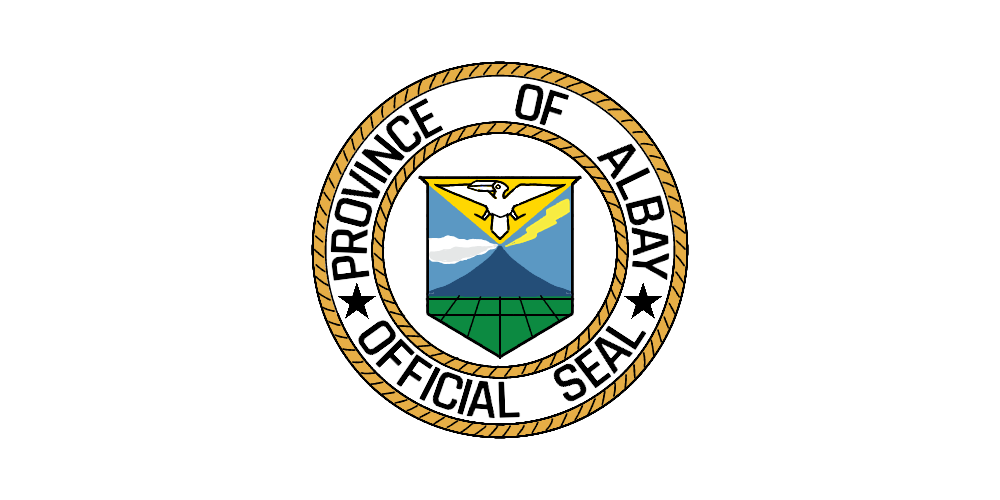
Albay
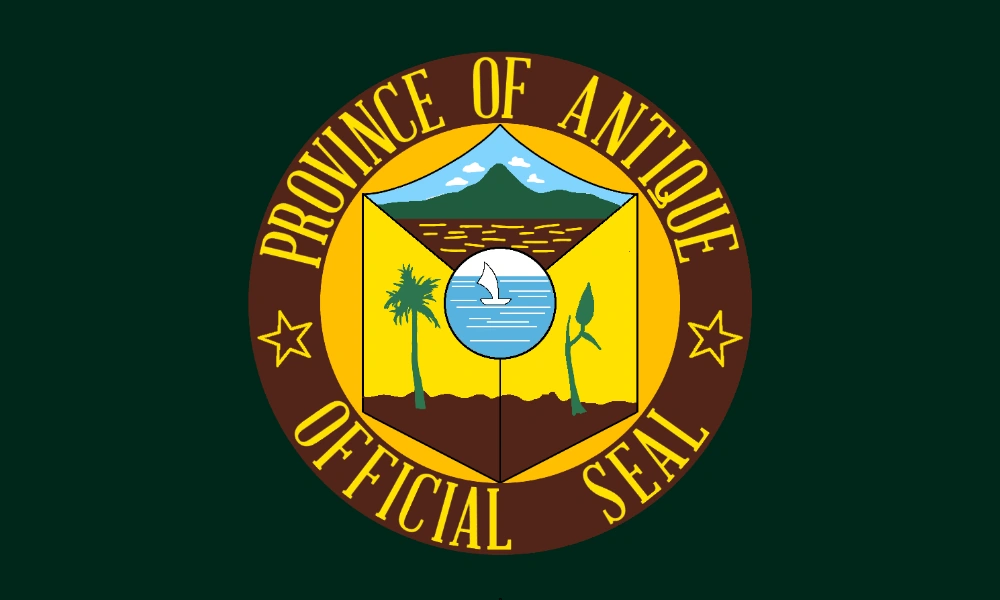
Antique
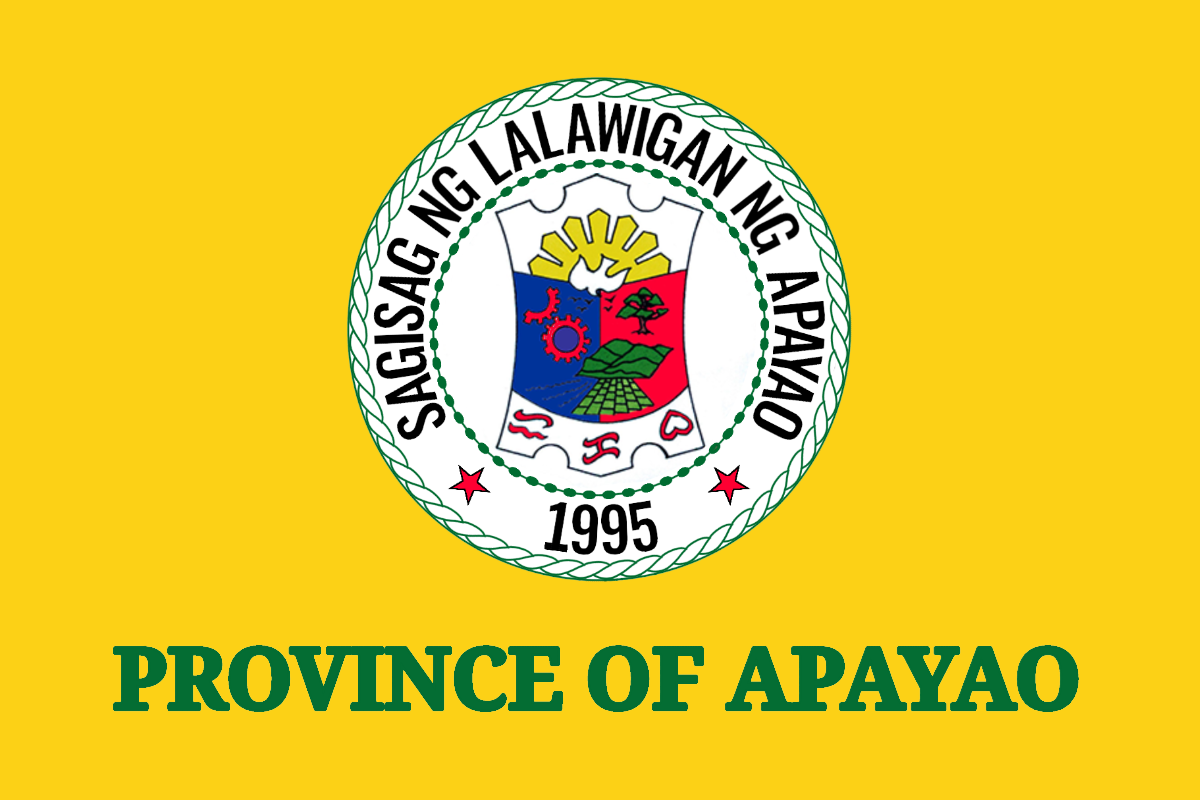
Apayao
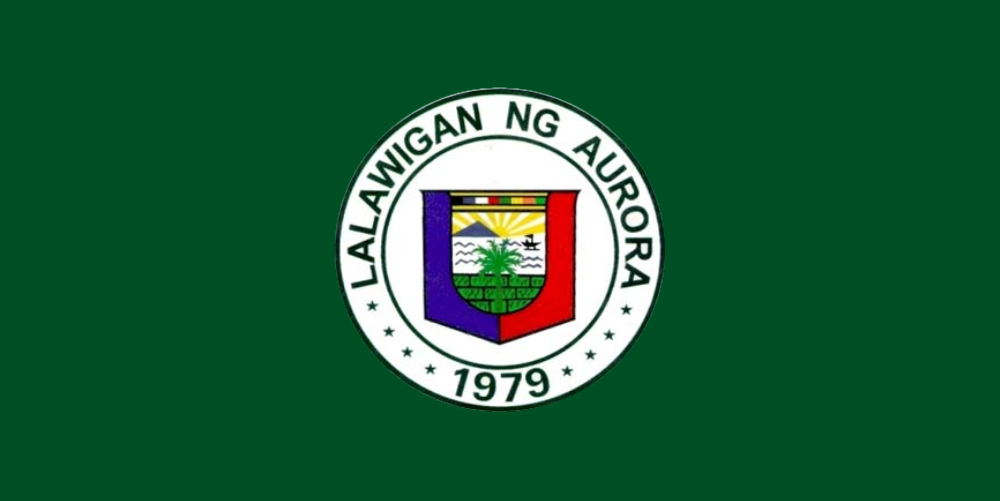
Aurora
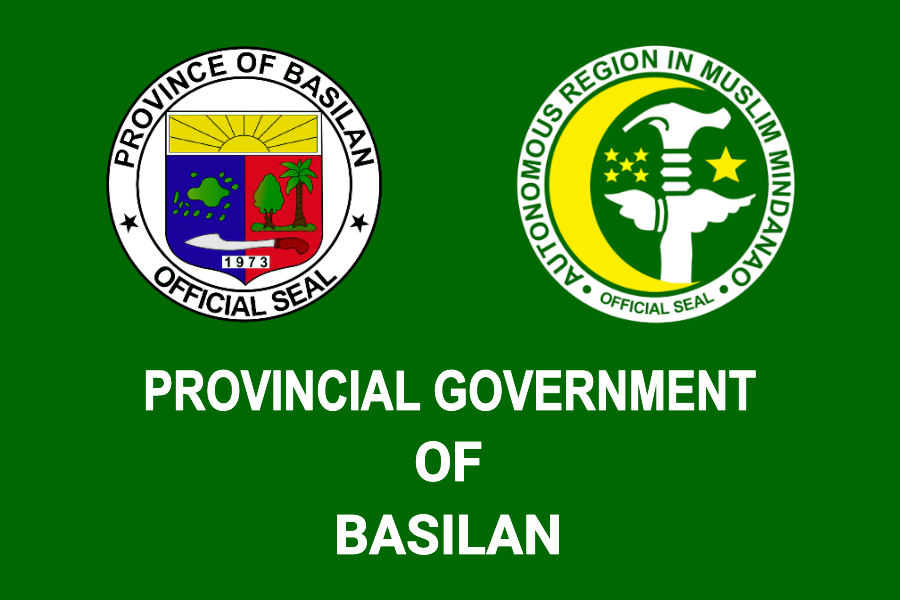
Basilan
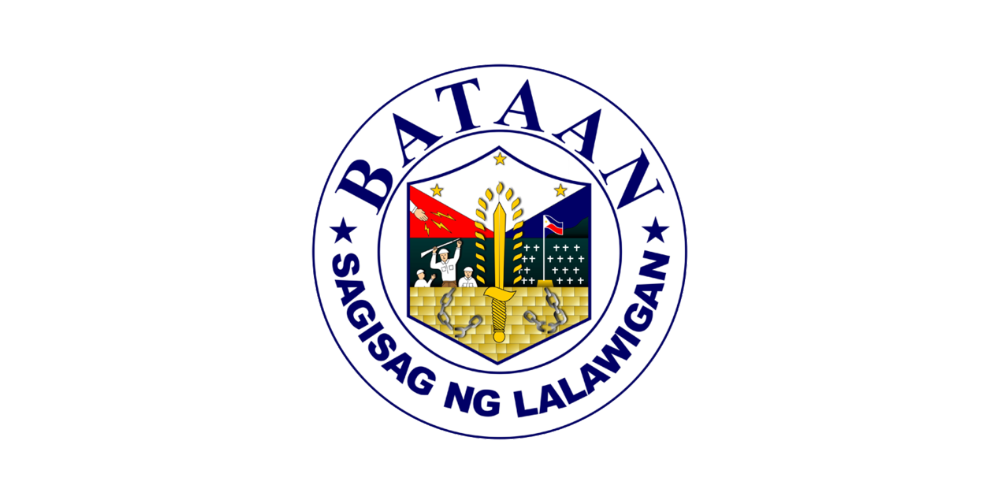
Bataan
Batanes
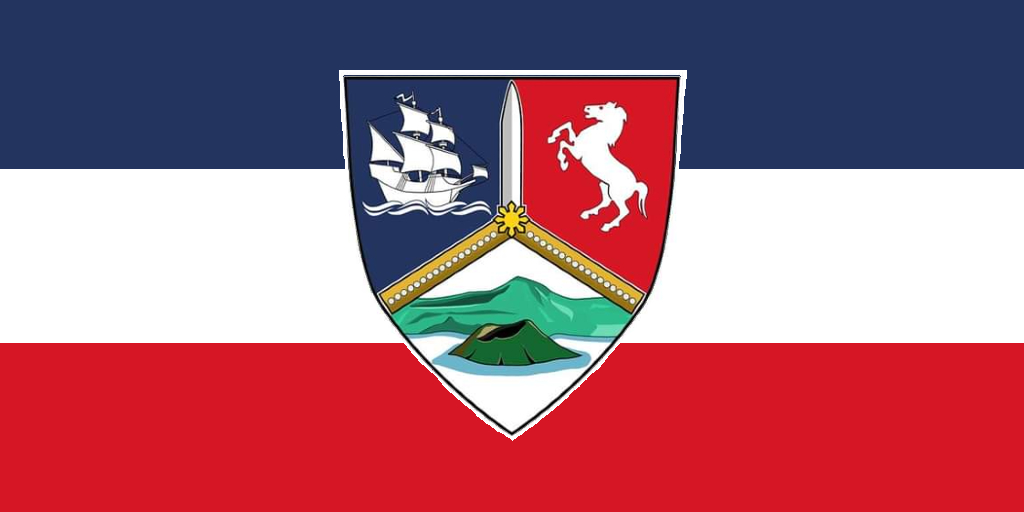
Batangas
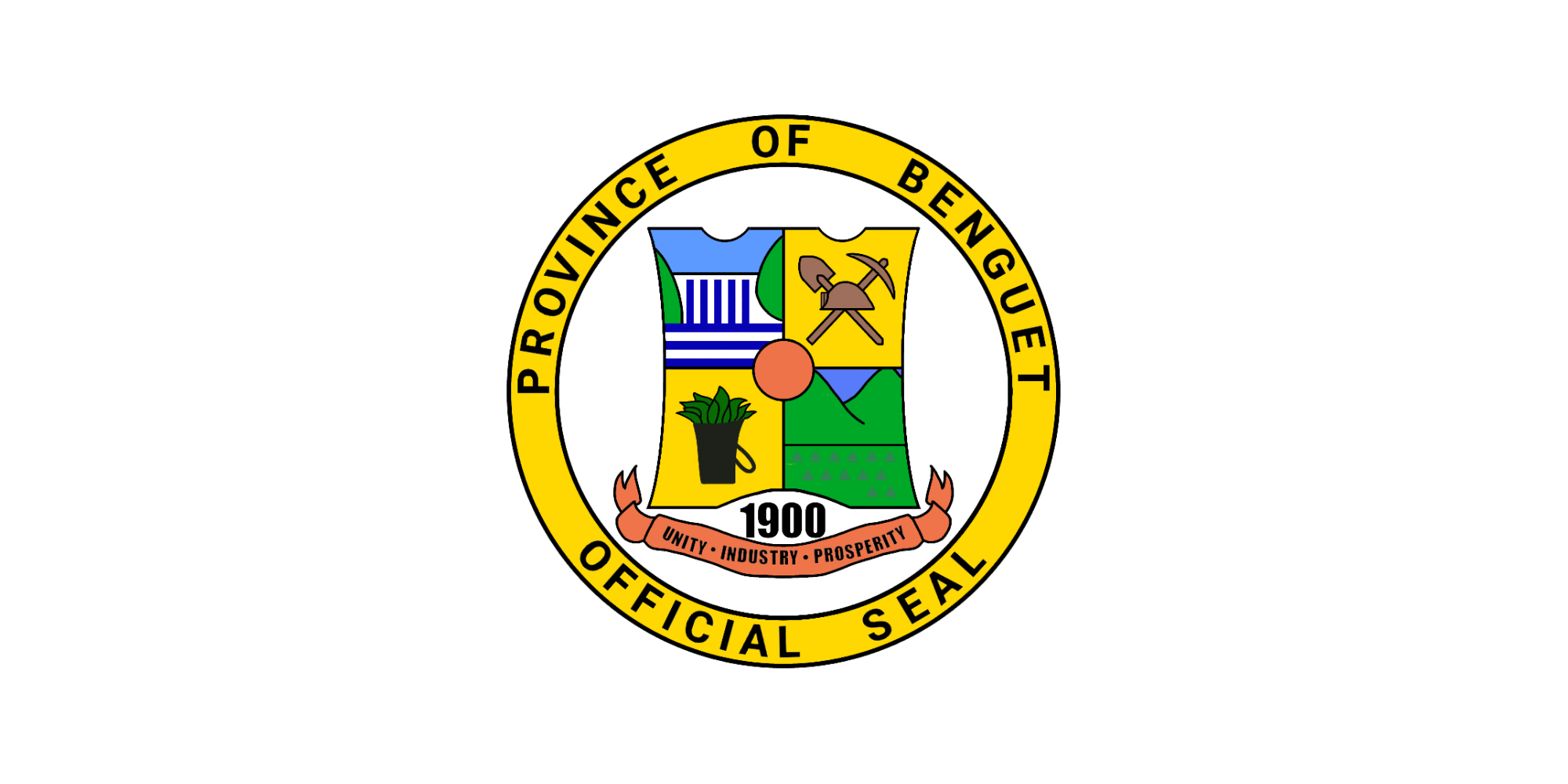
Benguet
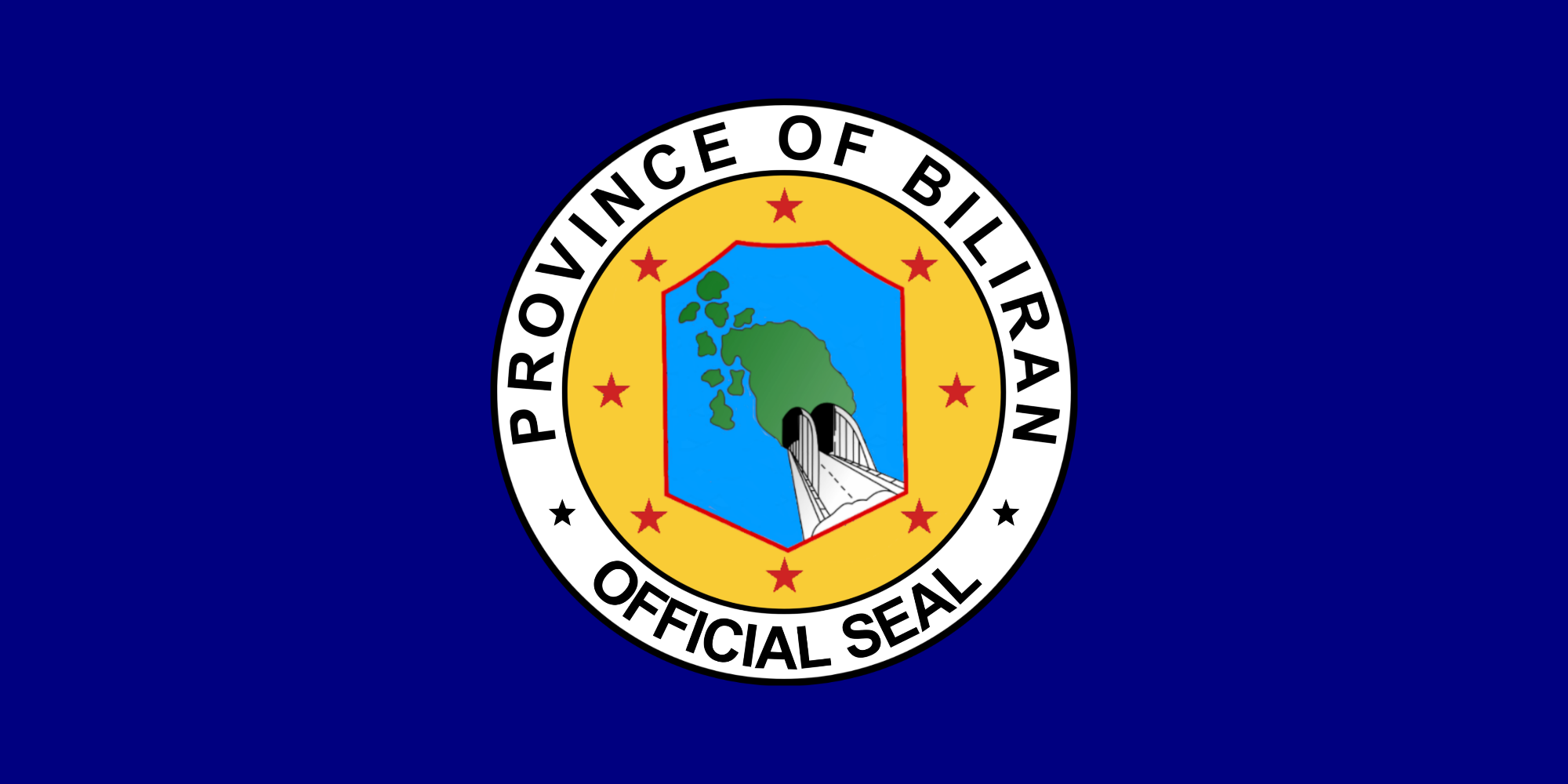
Biliran
Bohol
Bukidnon
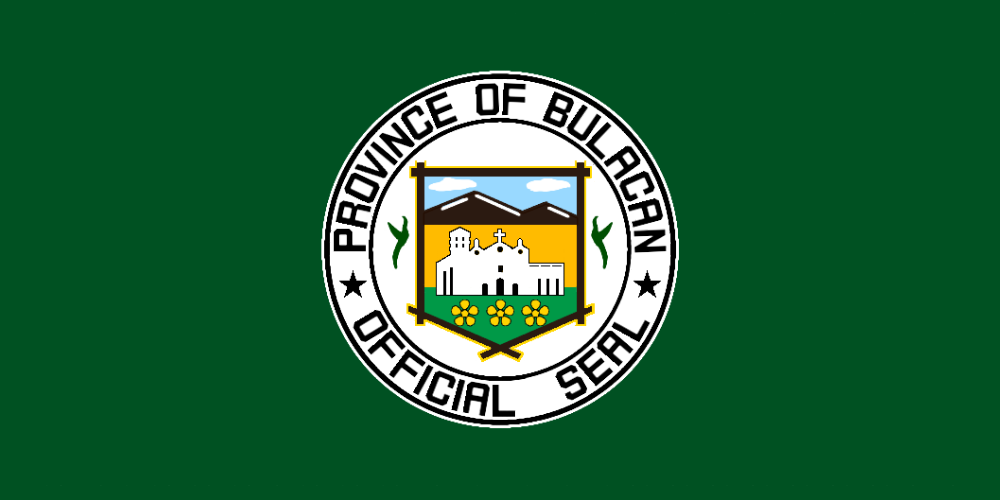
Bulacan
Cagayan
Camarines Norte
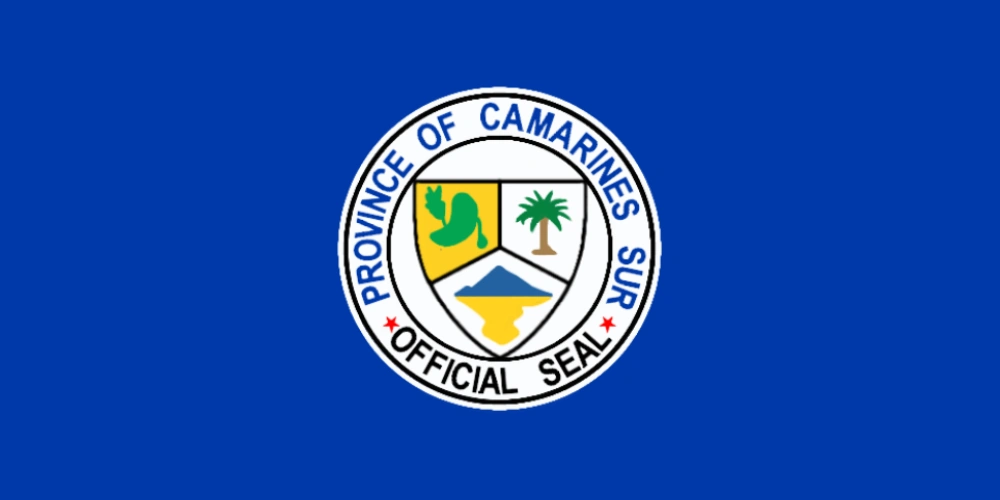
Camarines Sur
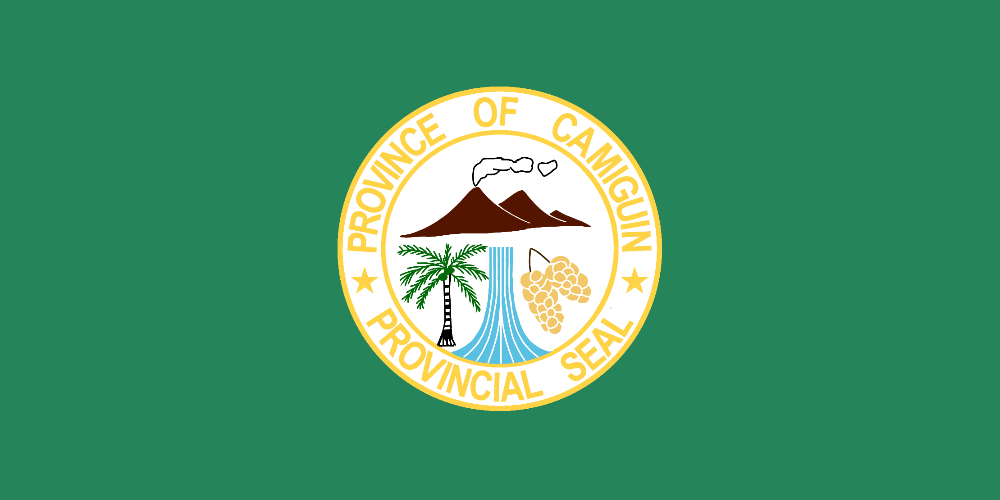
Camiguin
Capiz
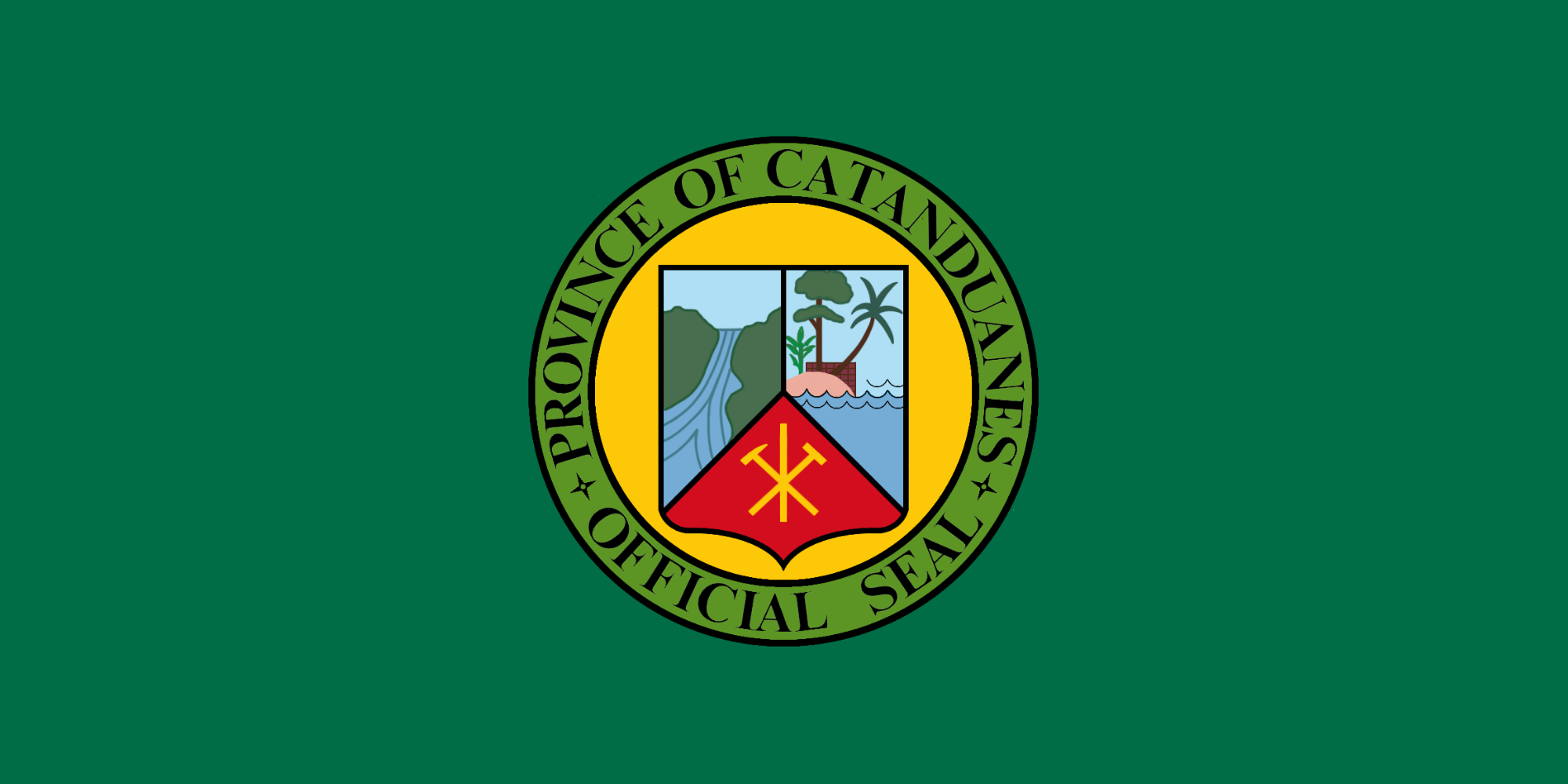
Catanduanes
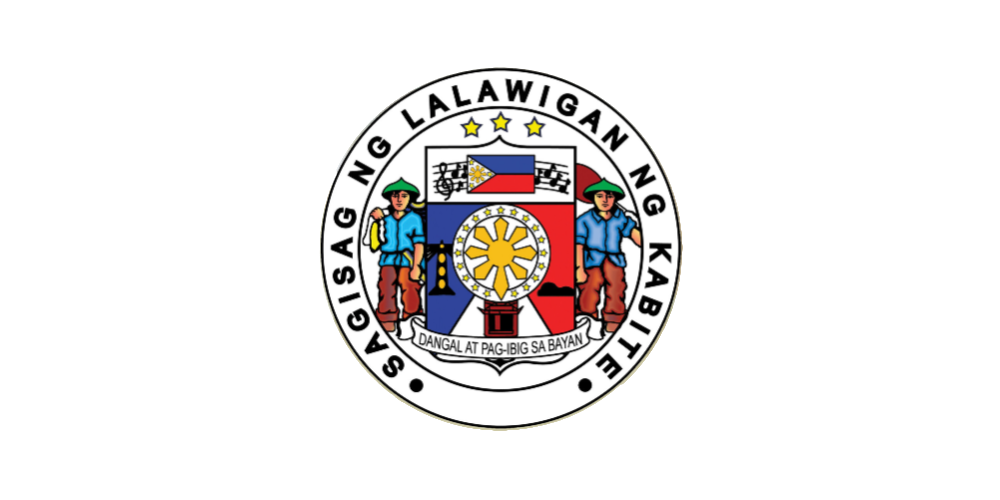
Cavite
Cebu
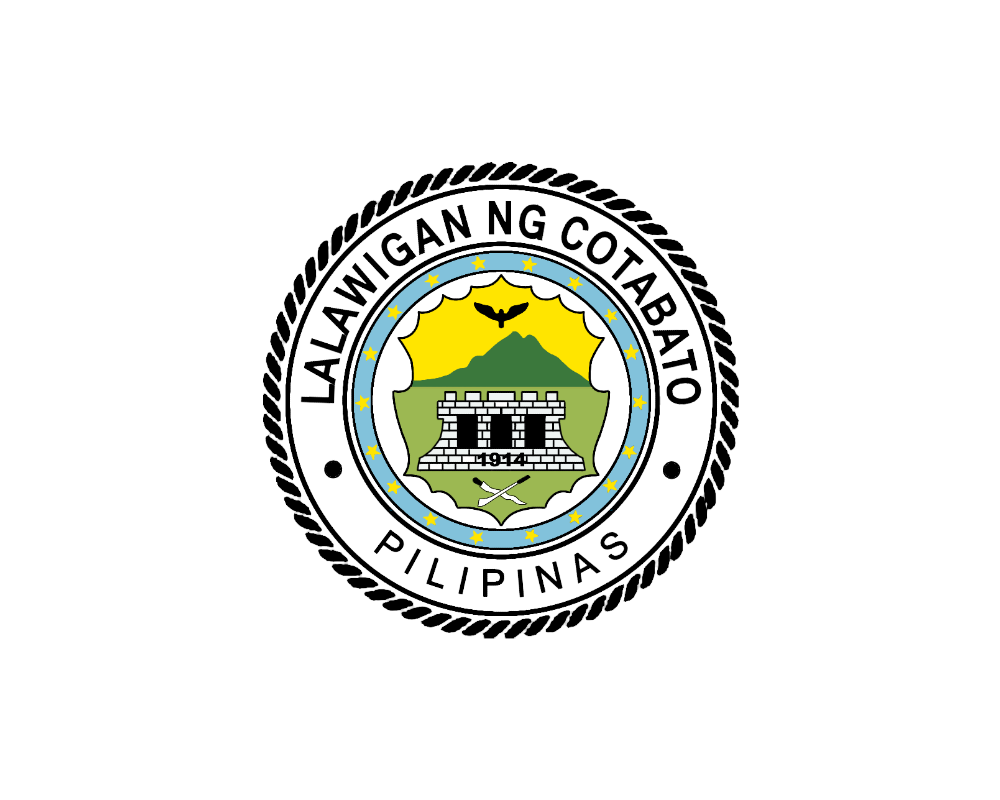
Cotabato
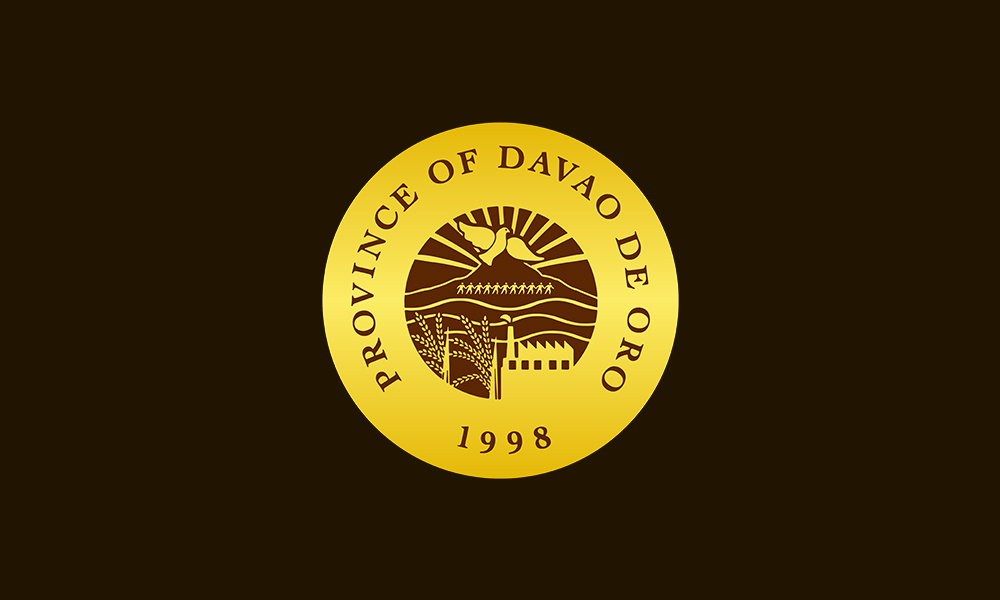
Davao de Oro
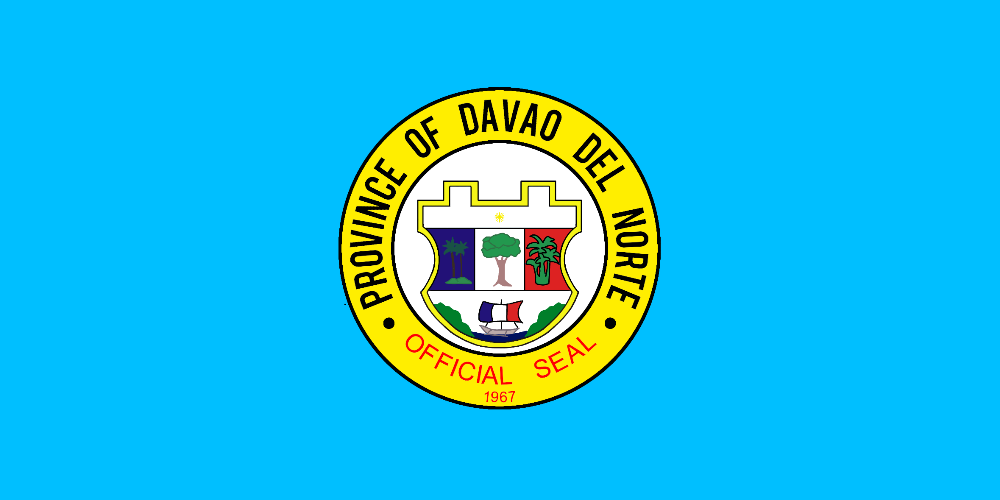
Davao del Norte
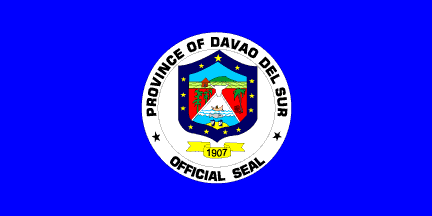
Davao del Sur
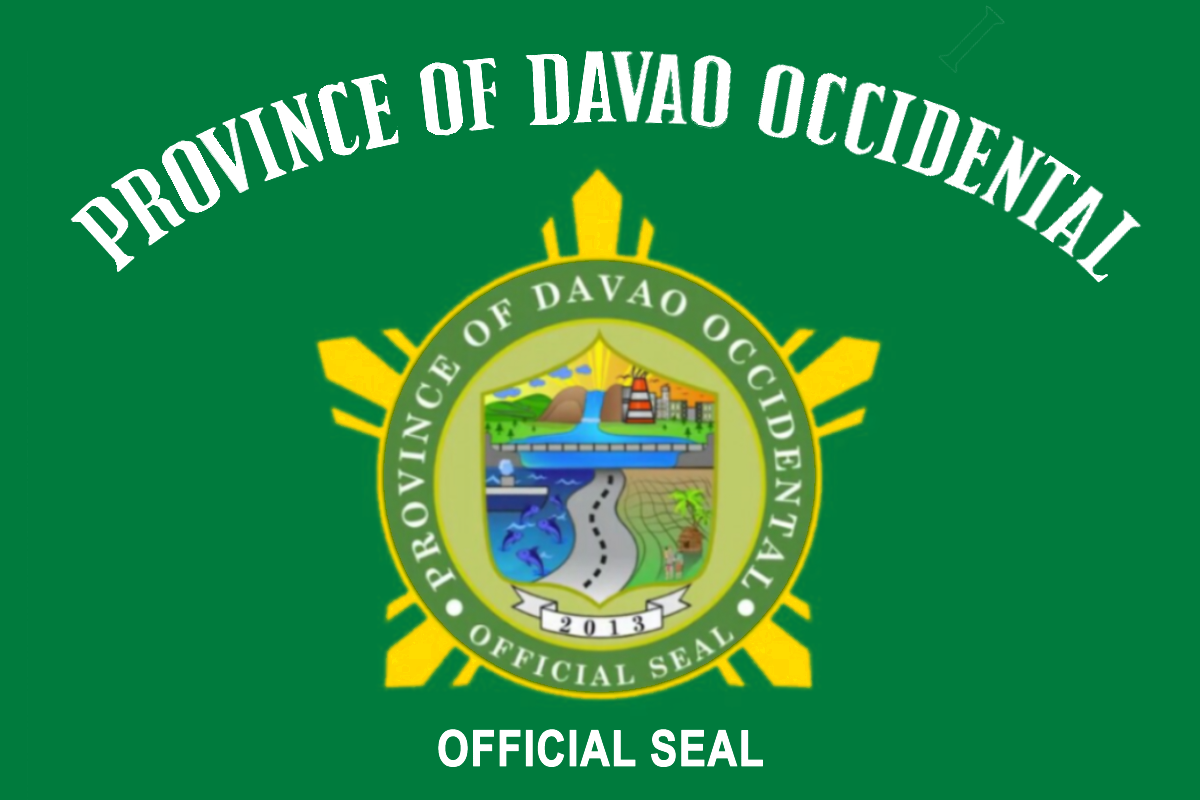
Davao Occidental
Davao Oriental
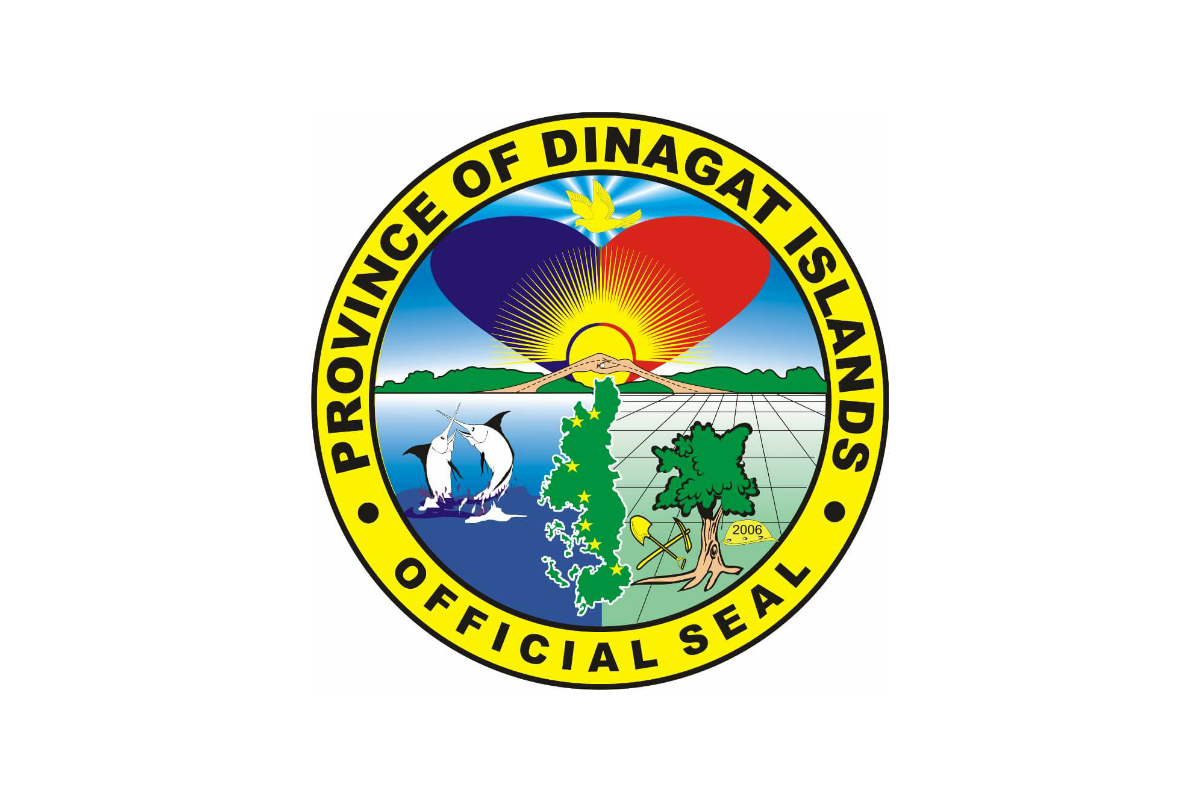
Dinagat Islands
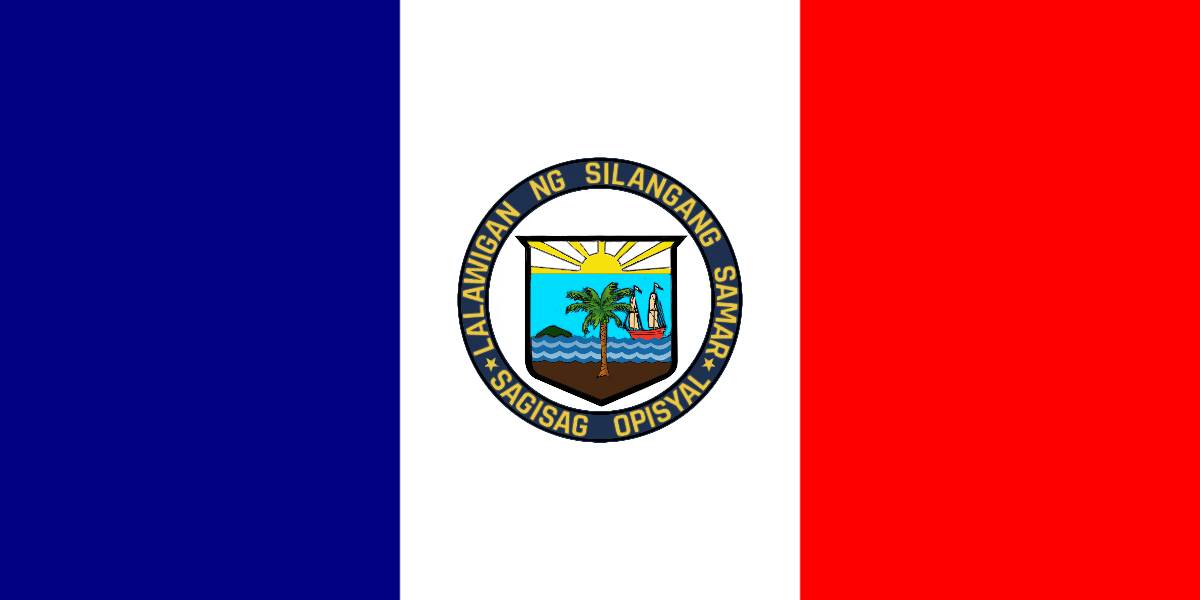
Eastern Samar
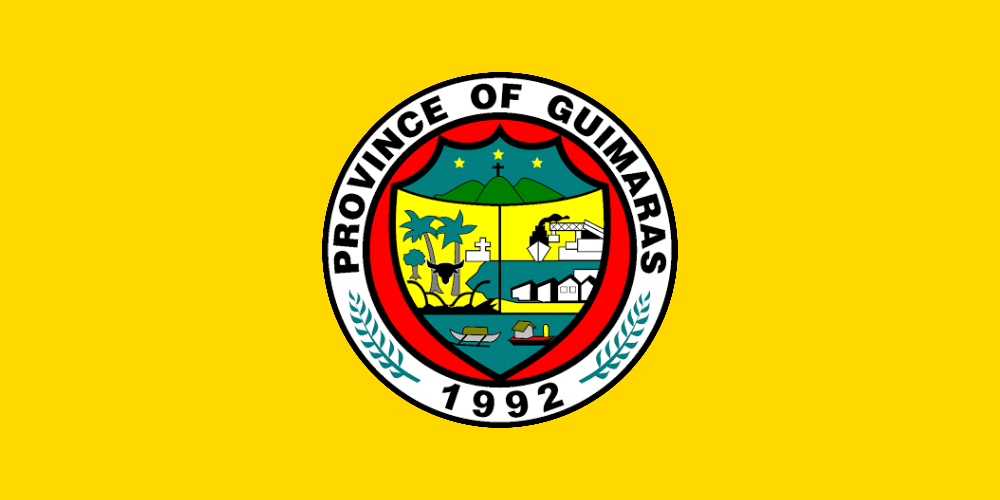
Guimaras
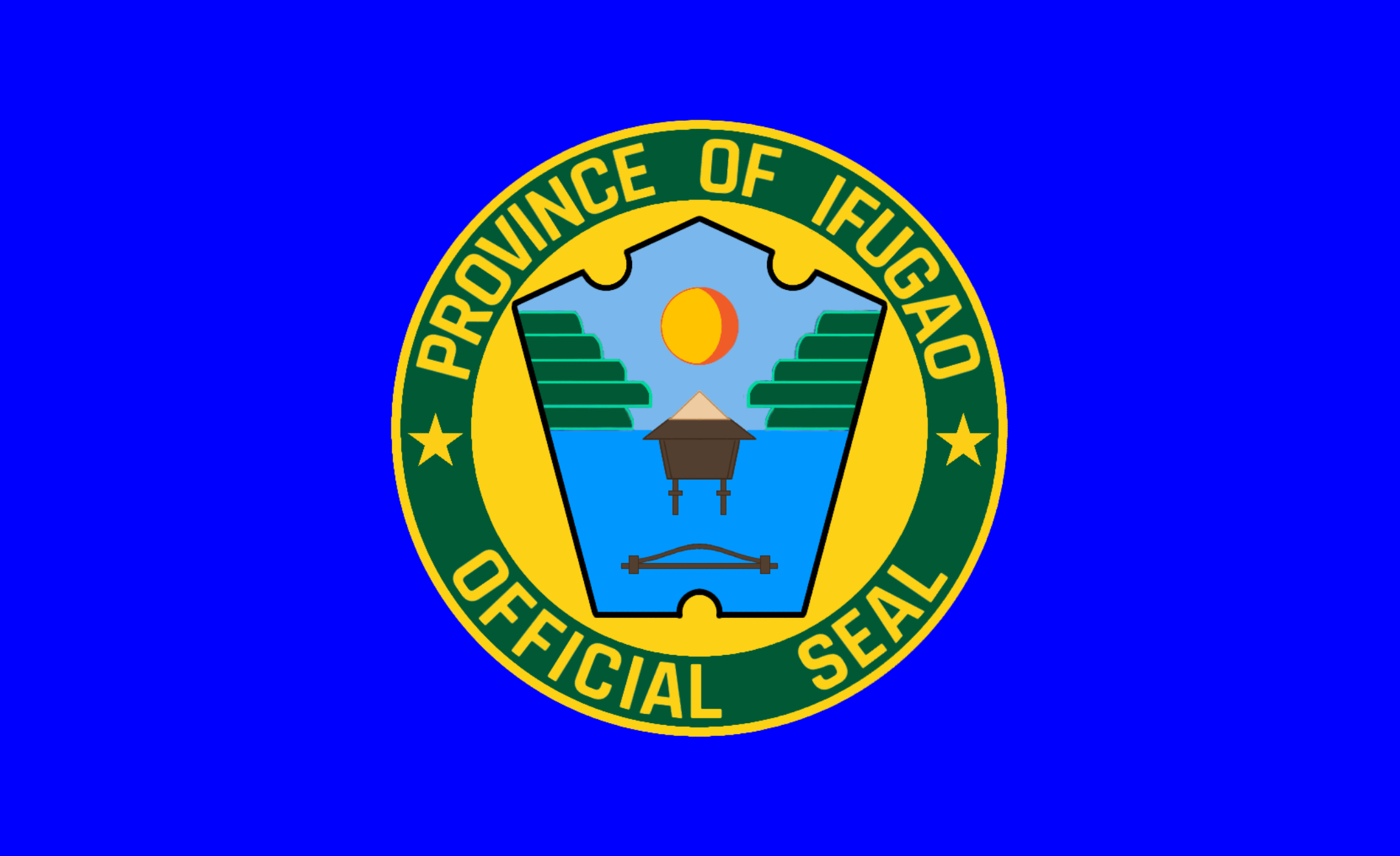
Ifugao
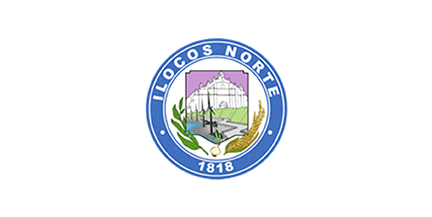
Ilocos Norte
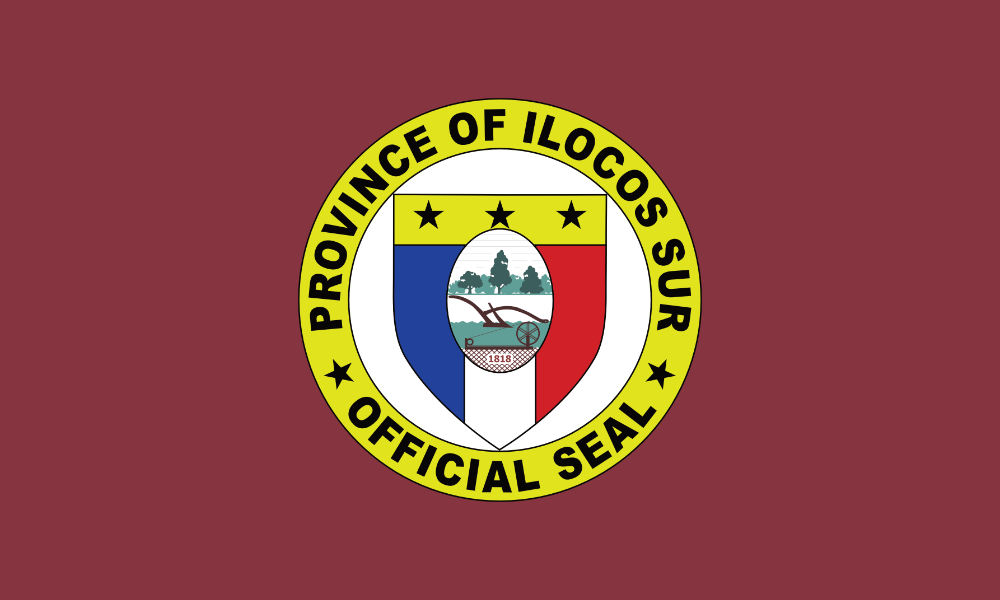
Ilocos Sur
Iloilo
Isabela
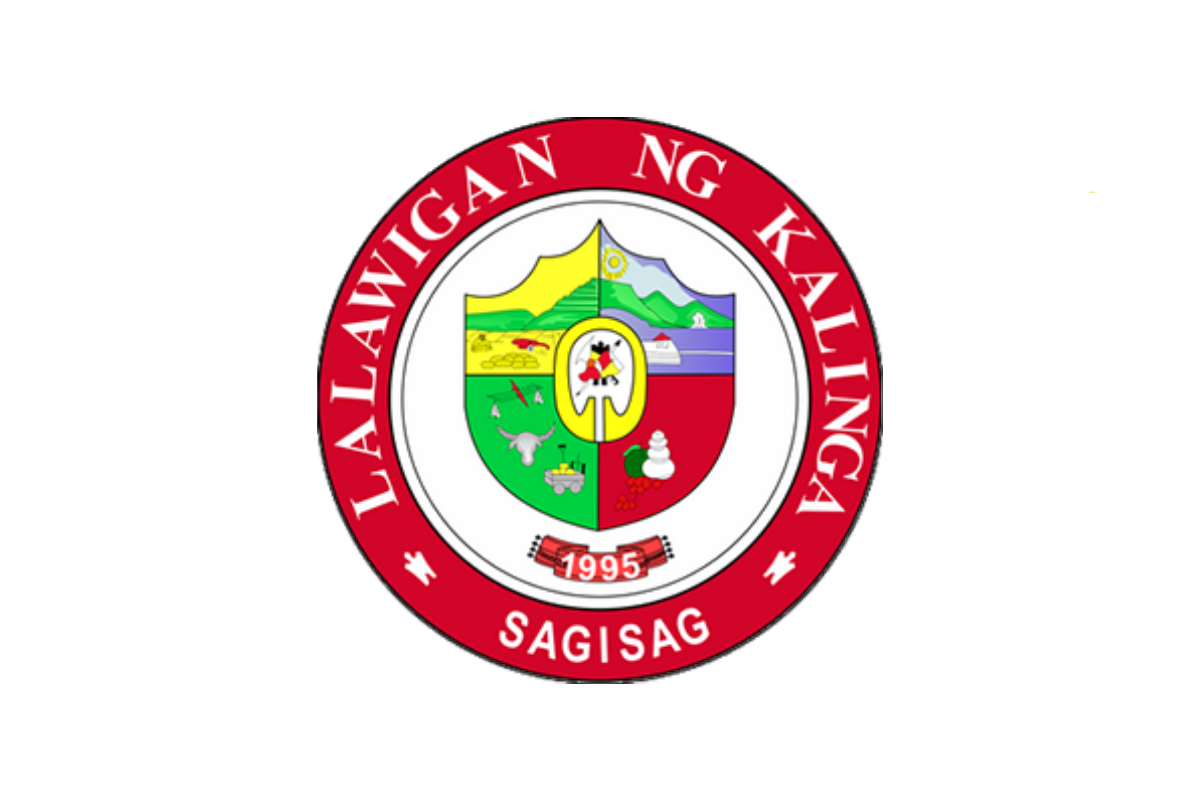
Kalinga
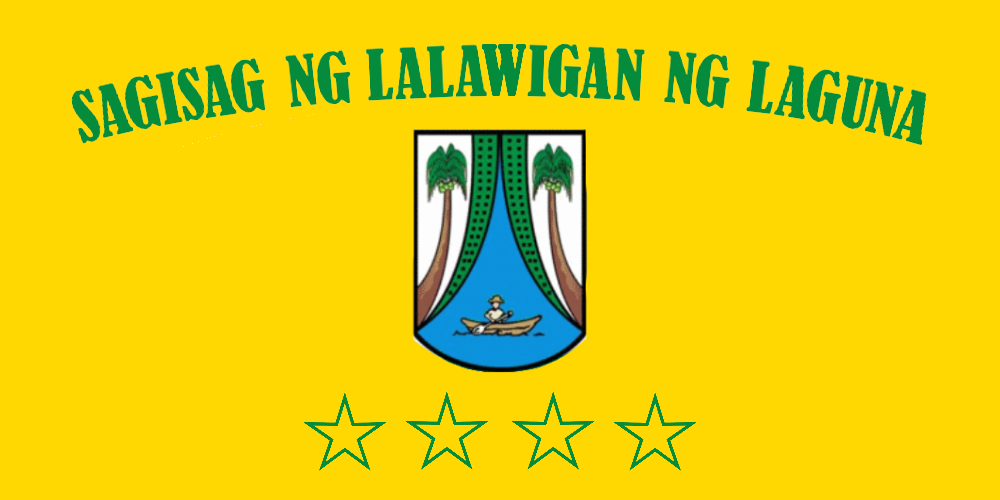
Laguna
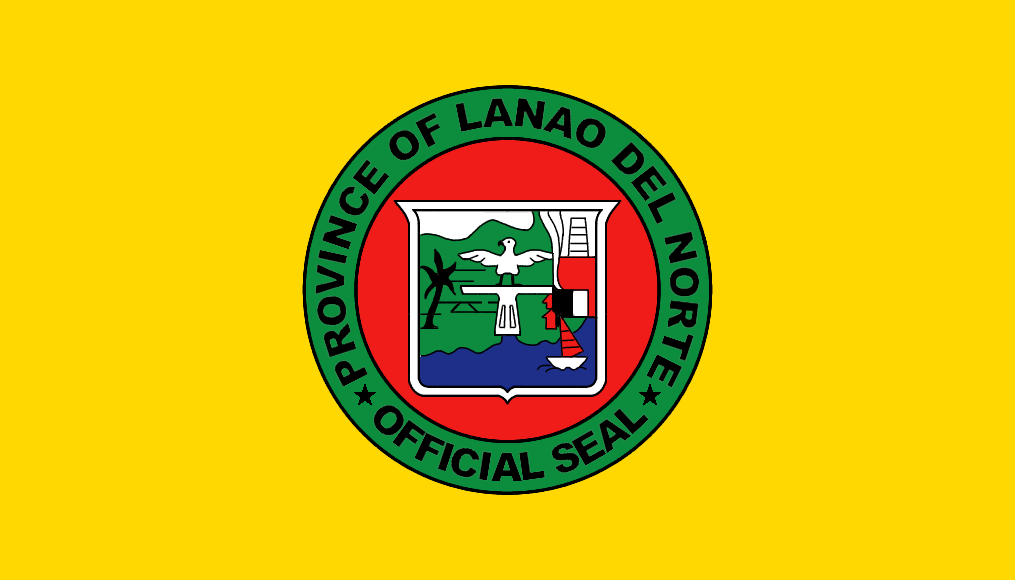
Lanao del Norte
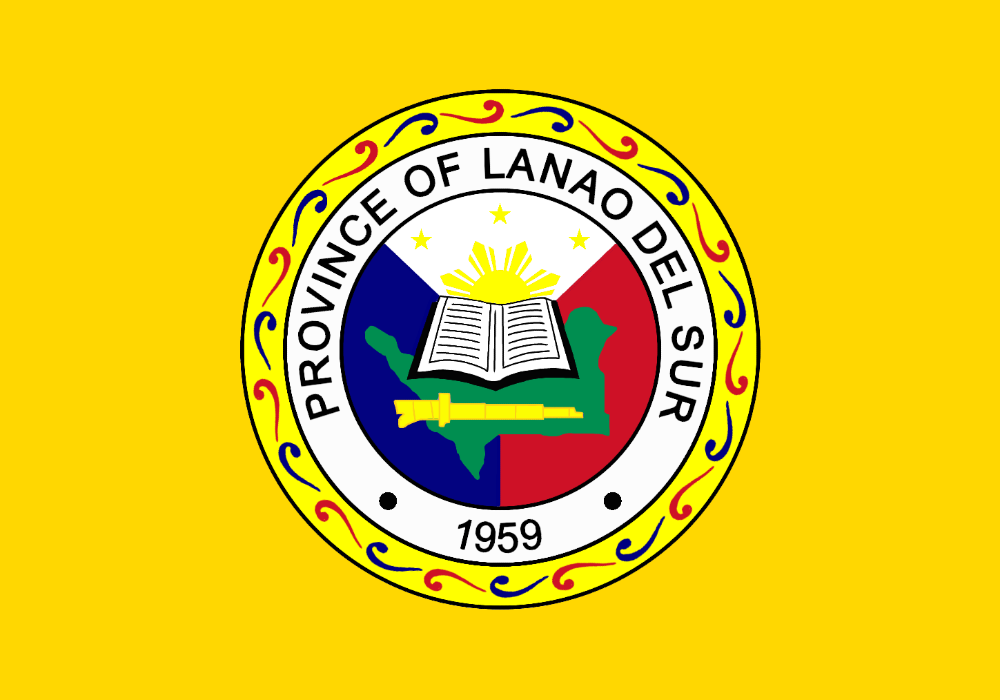
Lanao del Sur
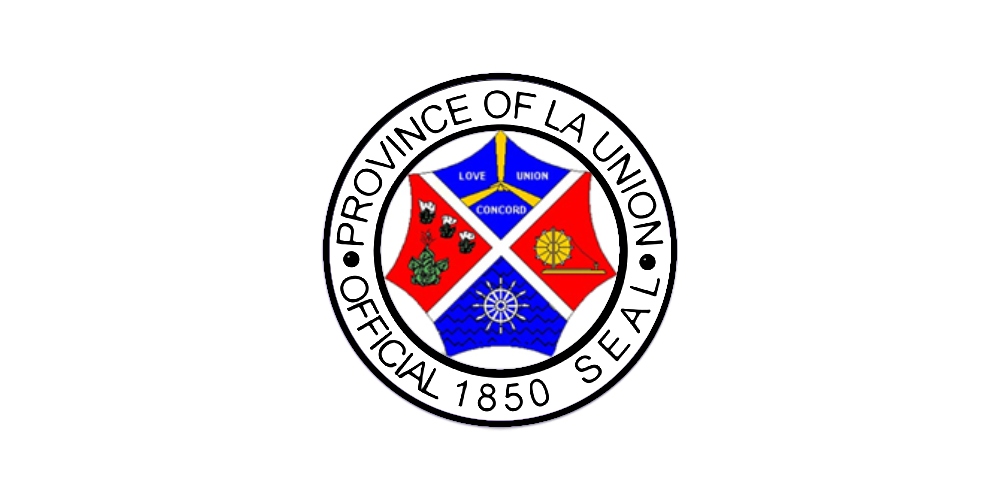
La Union
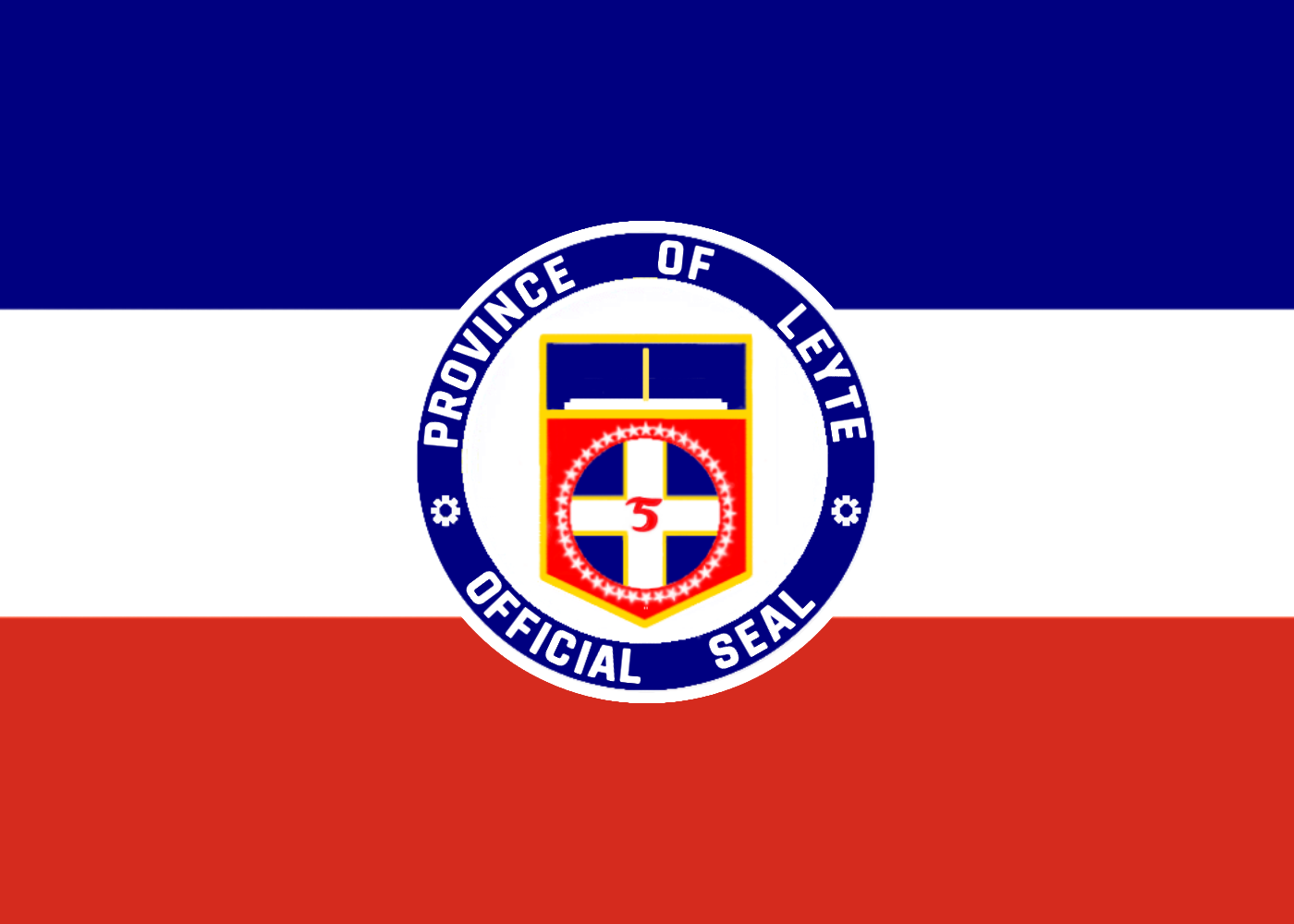
Leyte
Maguindanao
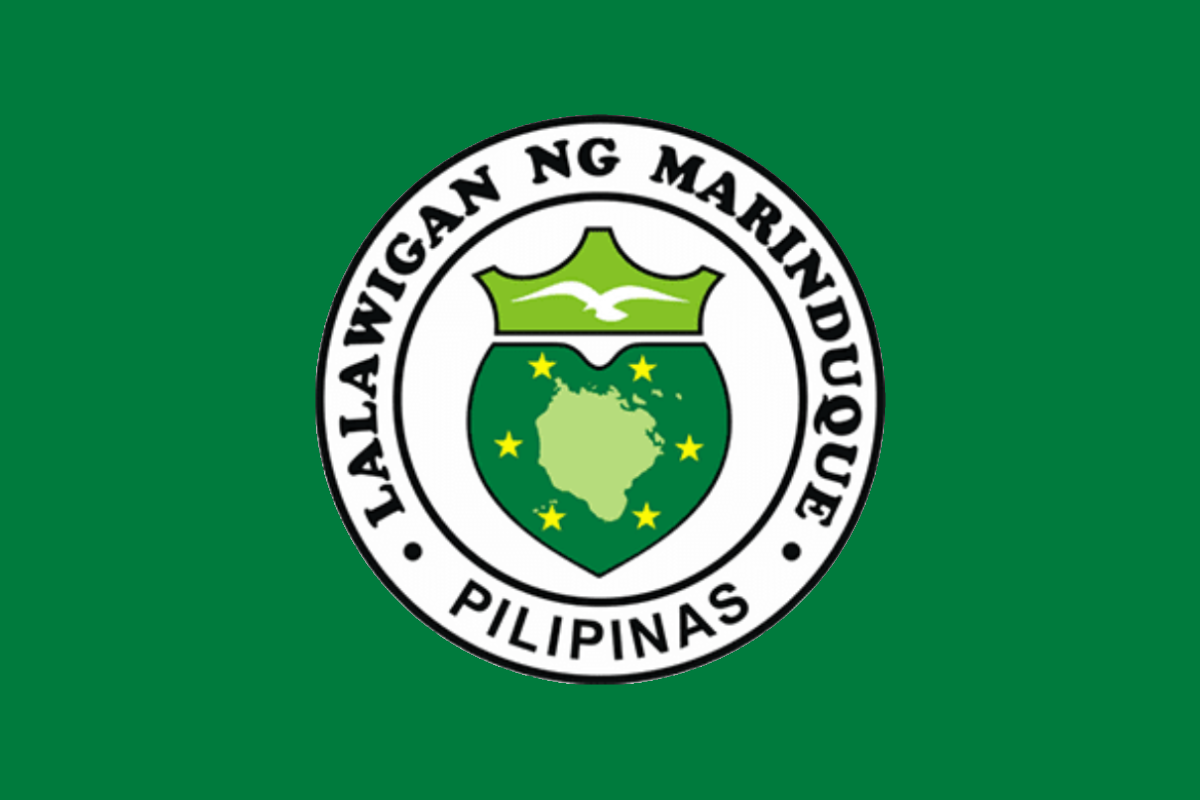
Marinduque
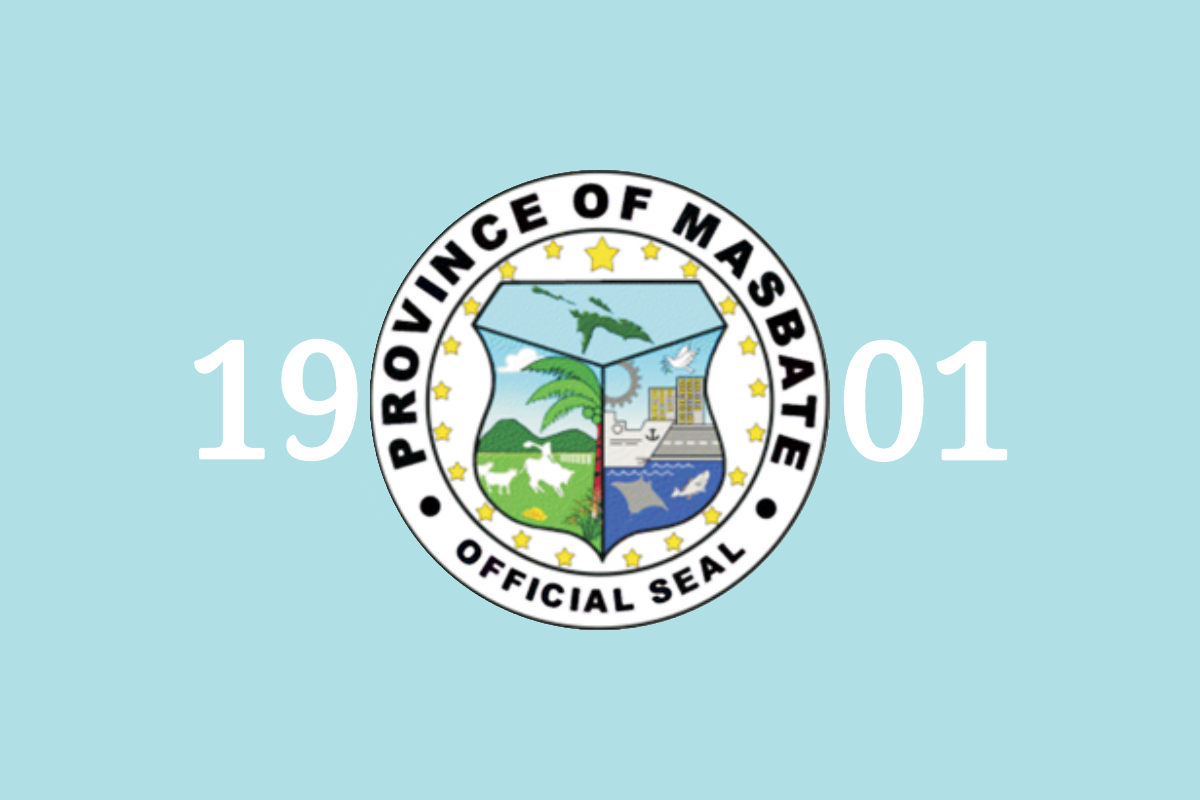
Masbate
Misamis Occidental
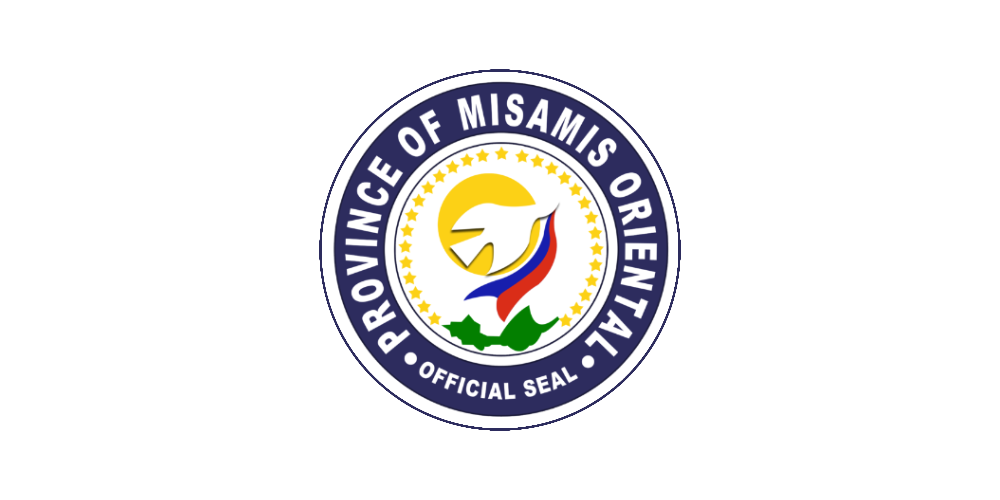
Misamis Oriental
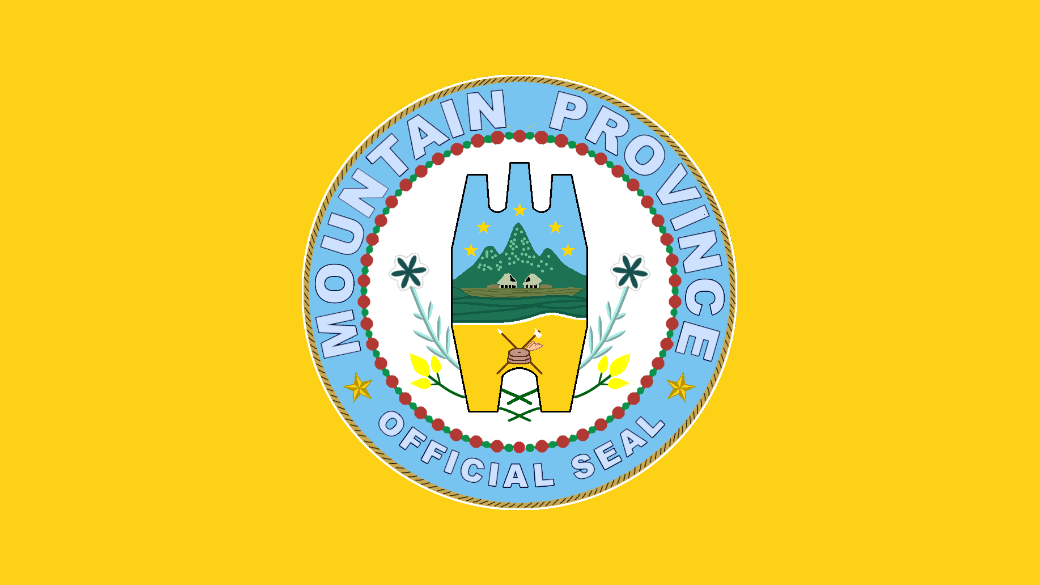
Mountain Province
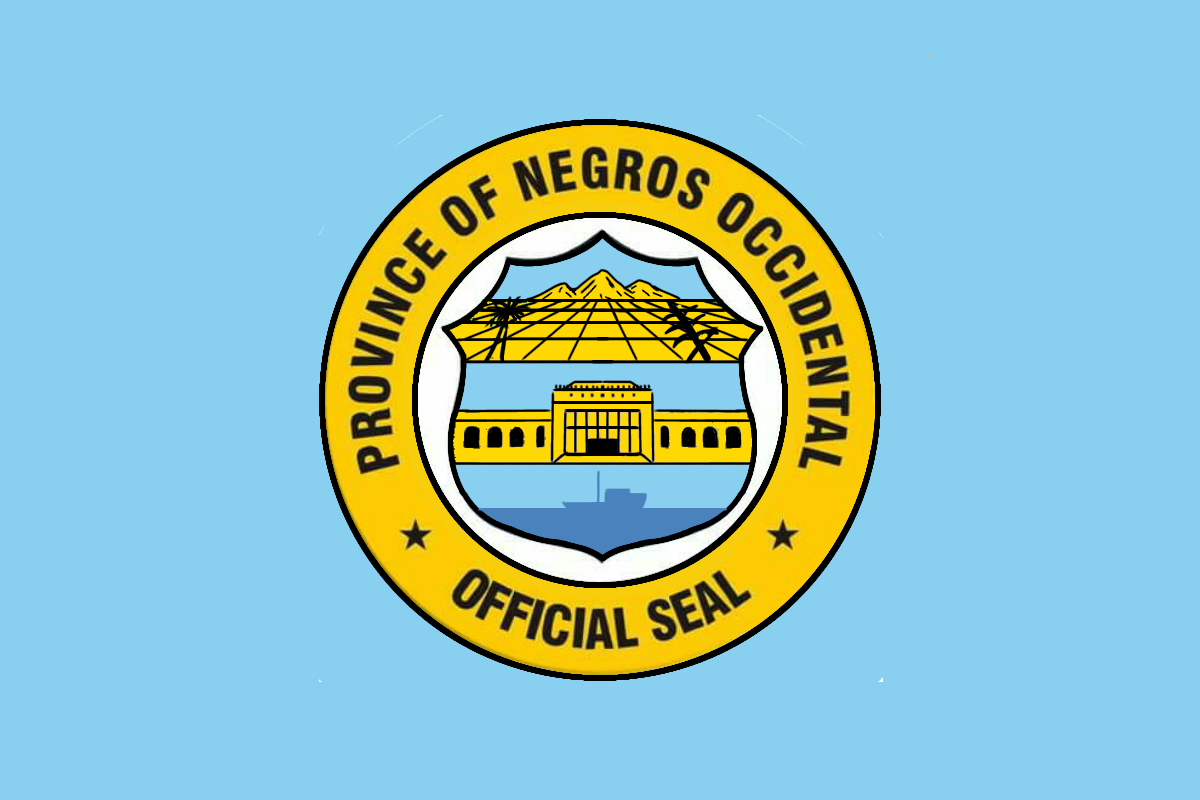
Negros Occidental
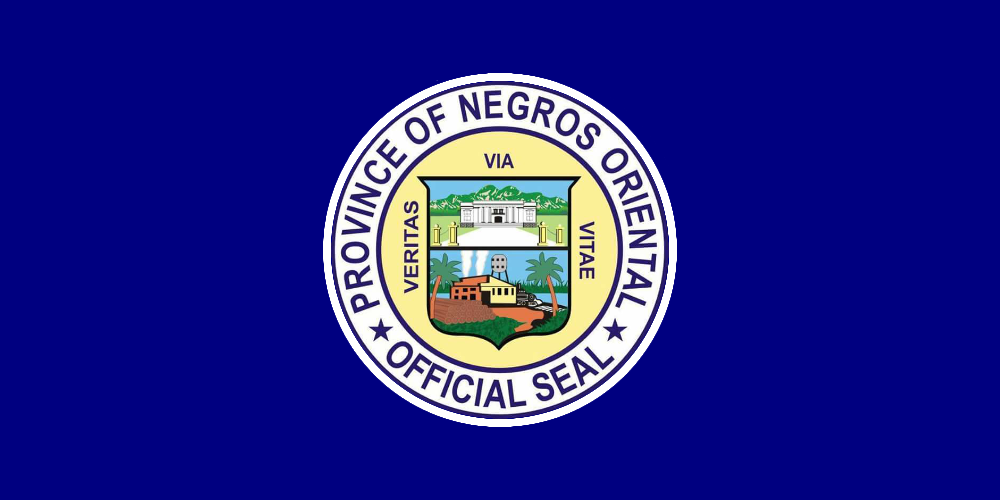
Negros Oriental
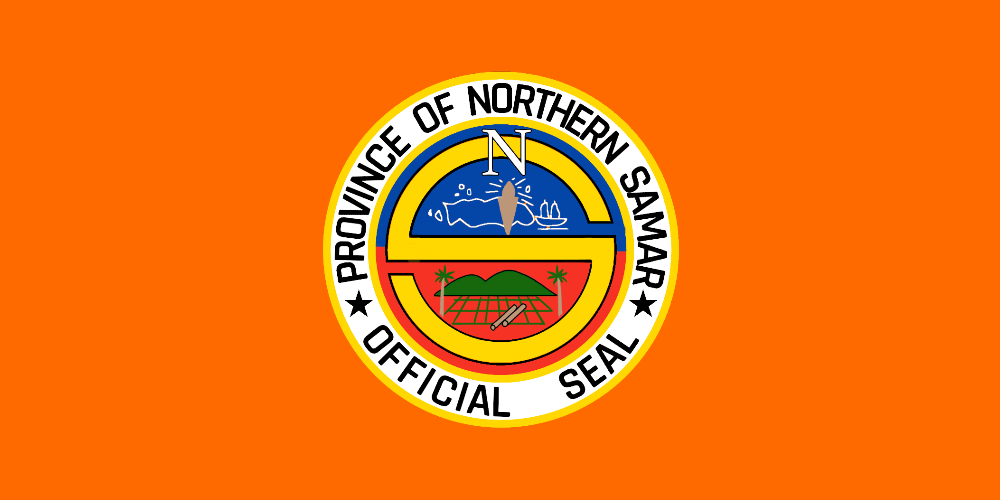
Northern Samar
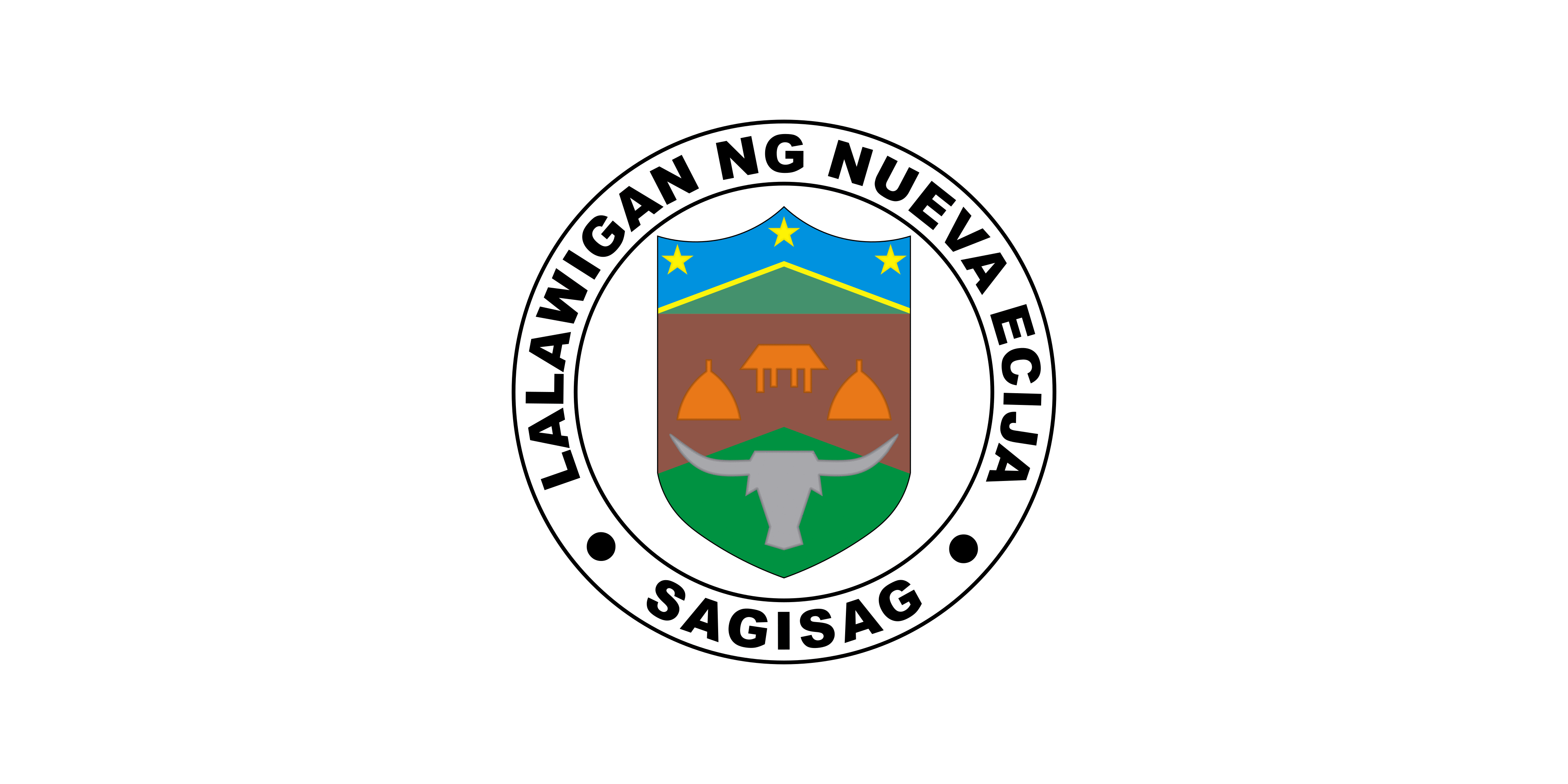
Nueva Ecija
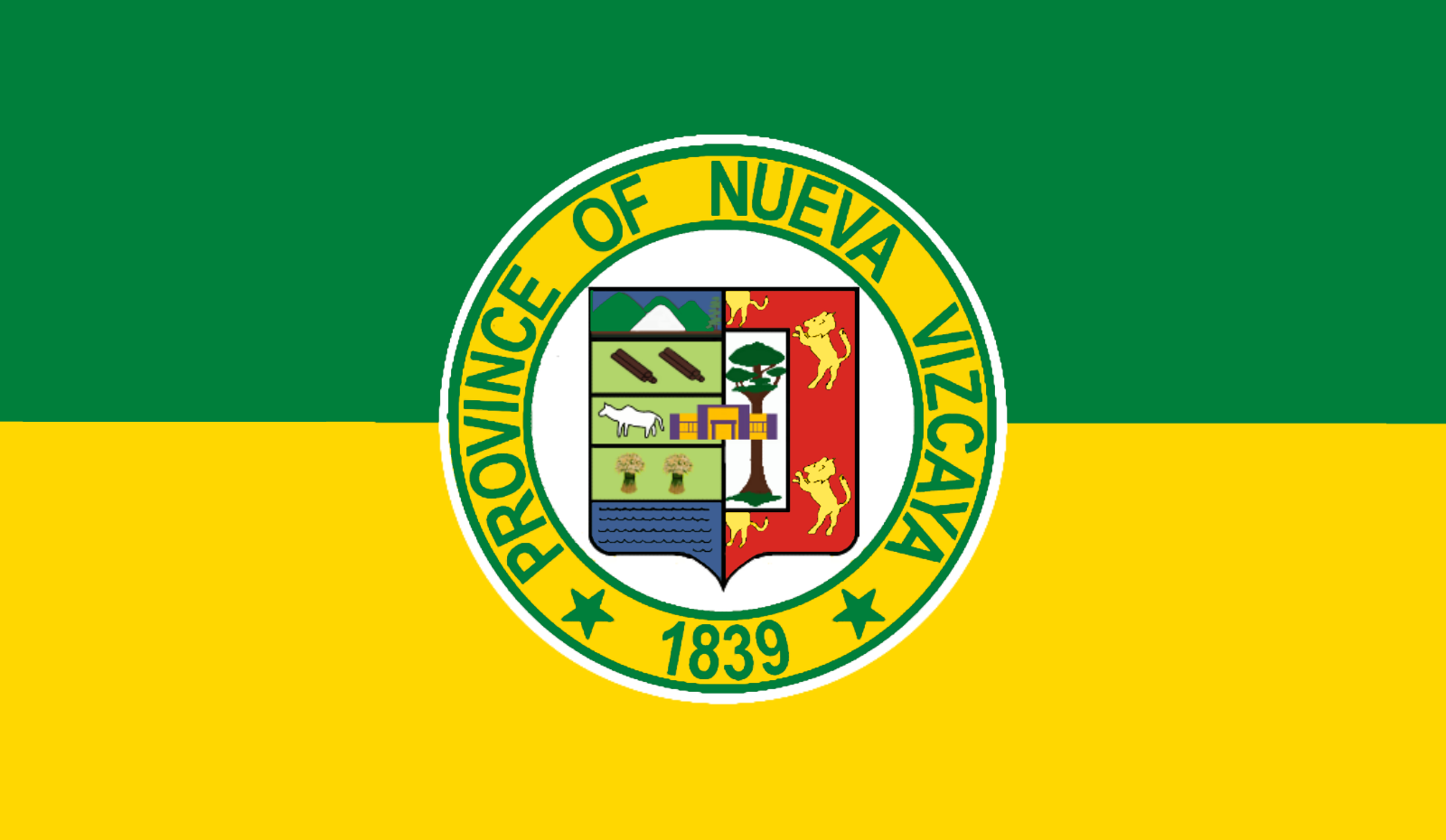
Nueva Vizcaya
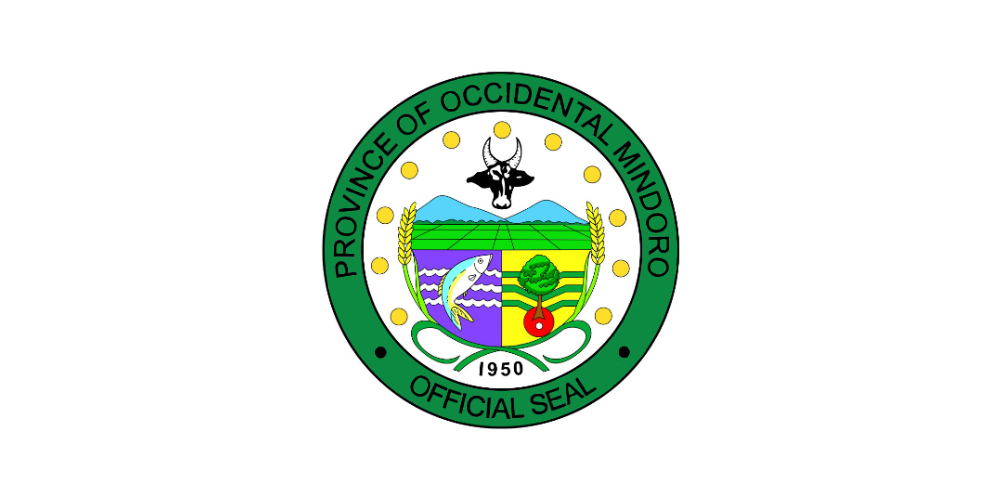
Occidental Mindoro
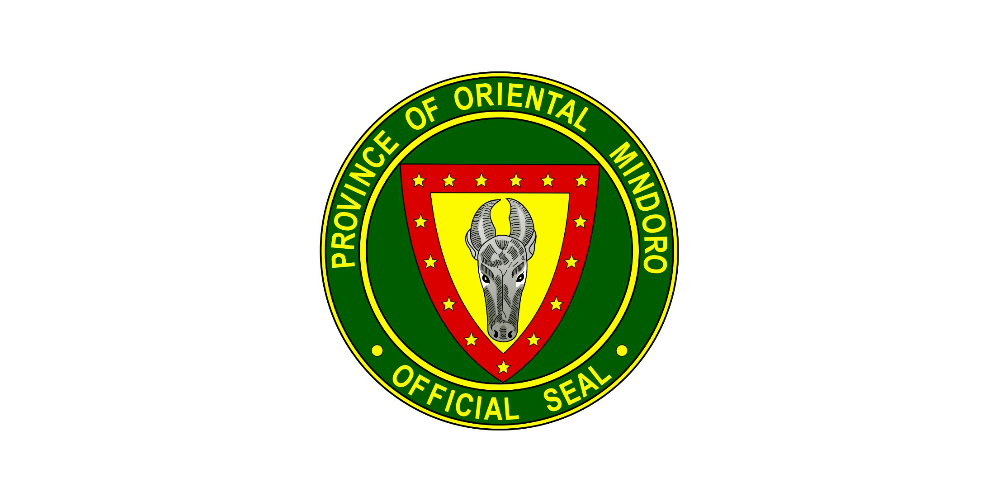
Oriental Mindoro
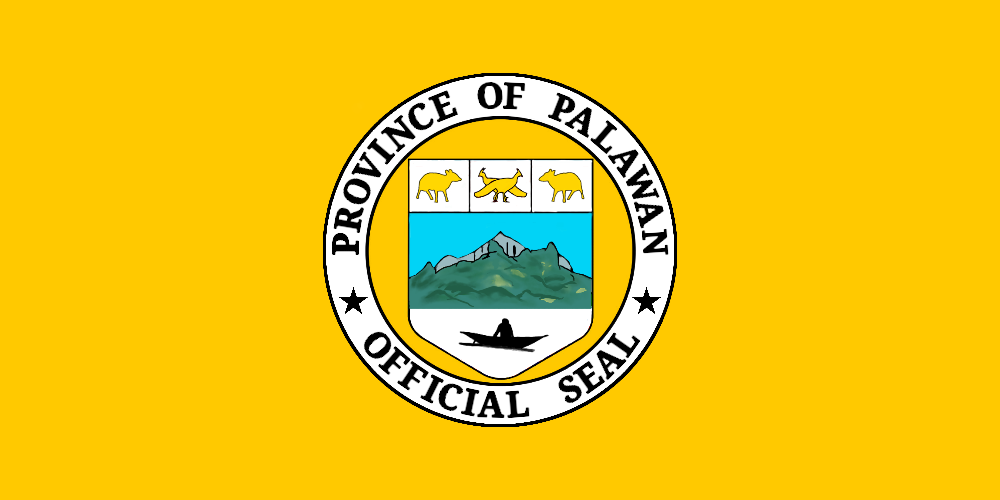
Palawan
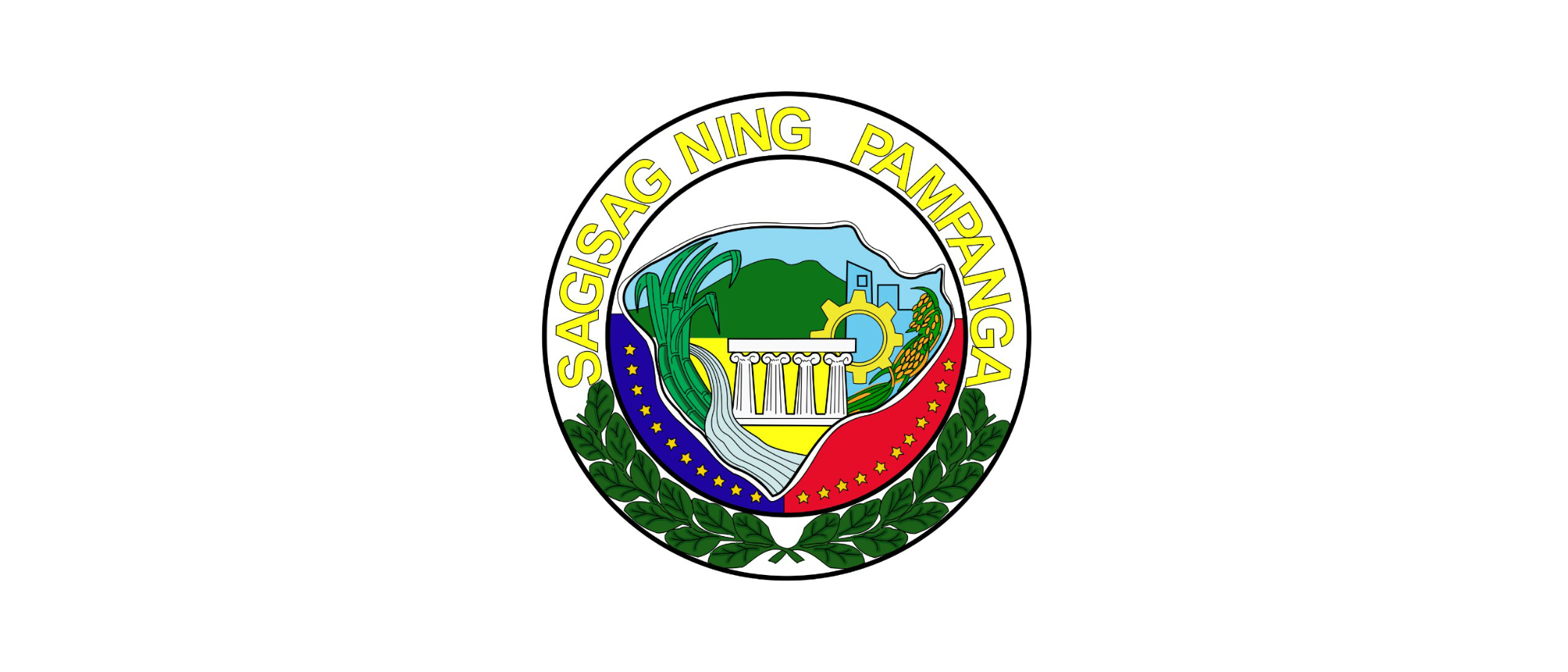
Pampanga
Pangasinan
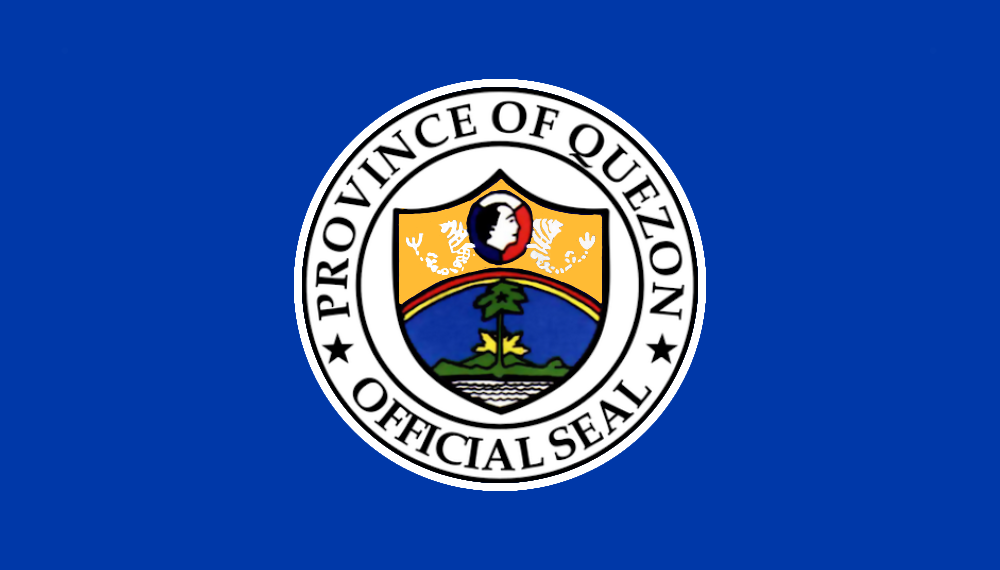
Quezon
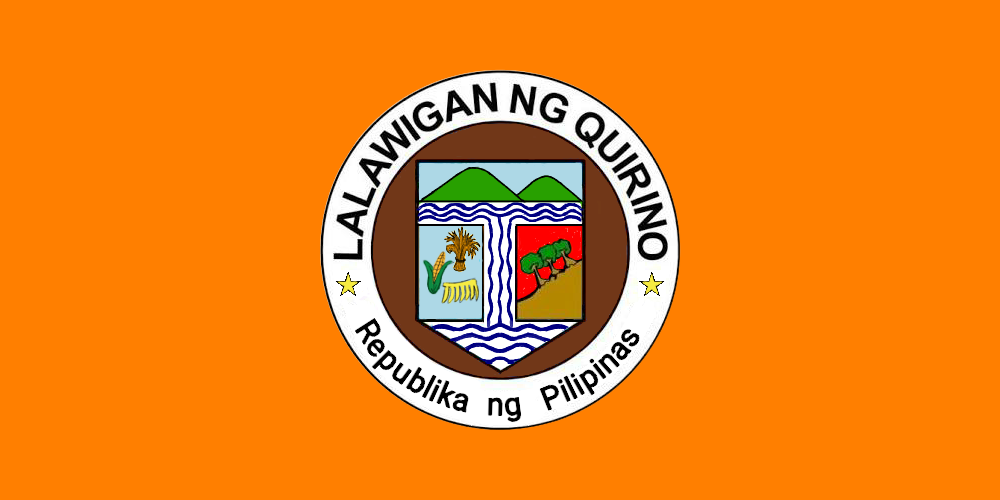
Quirino
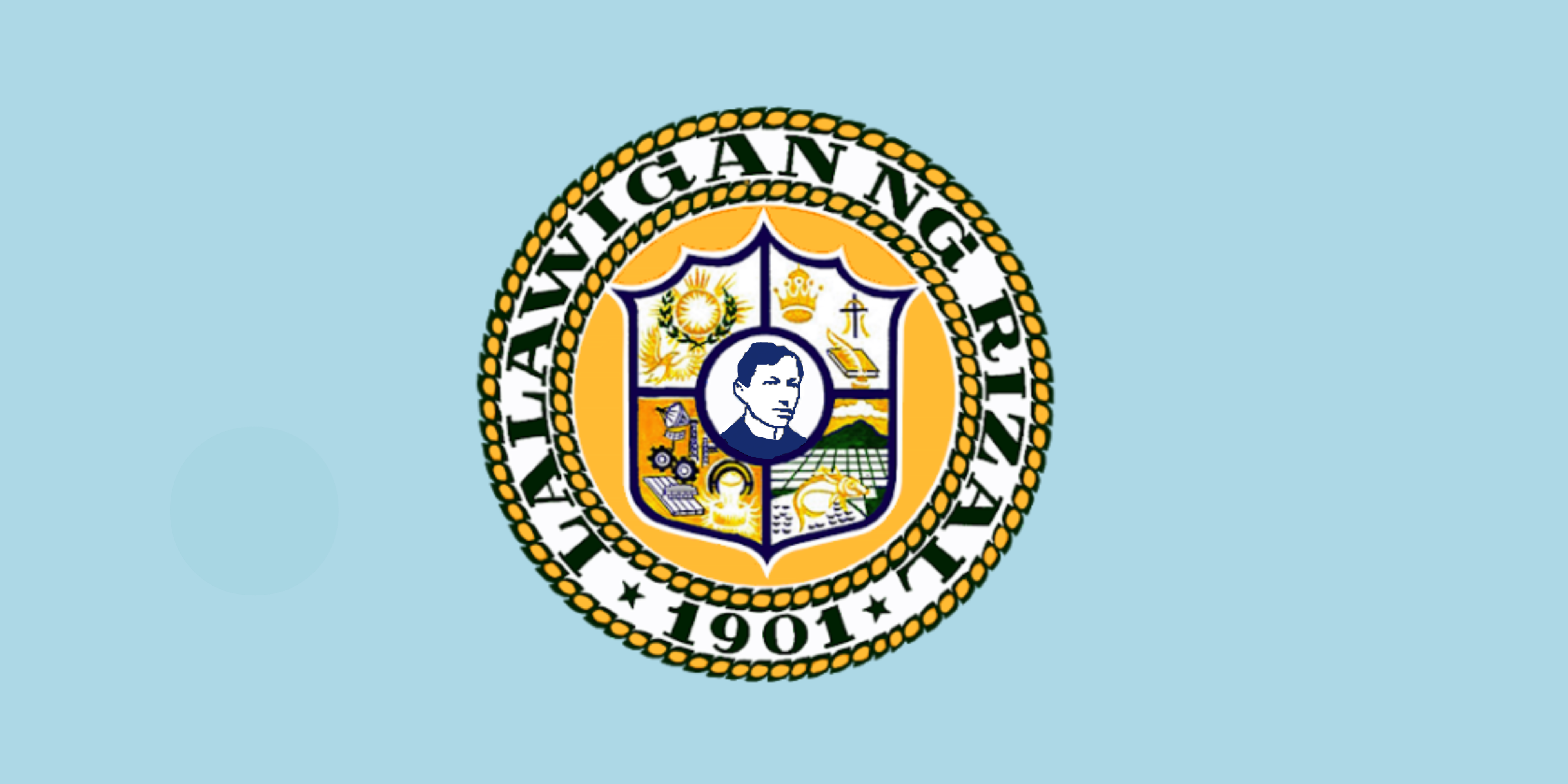
Rizal
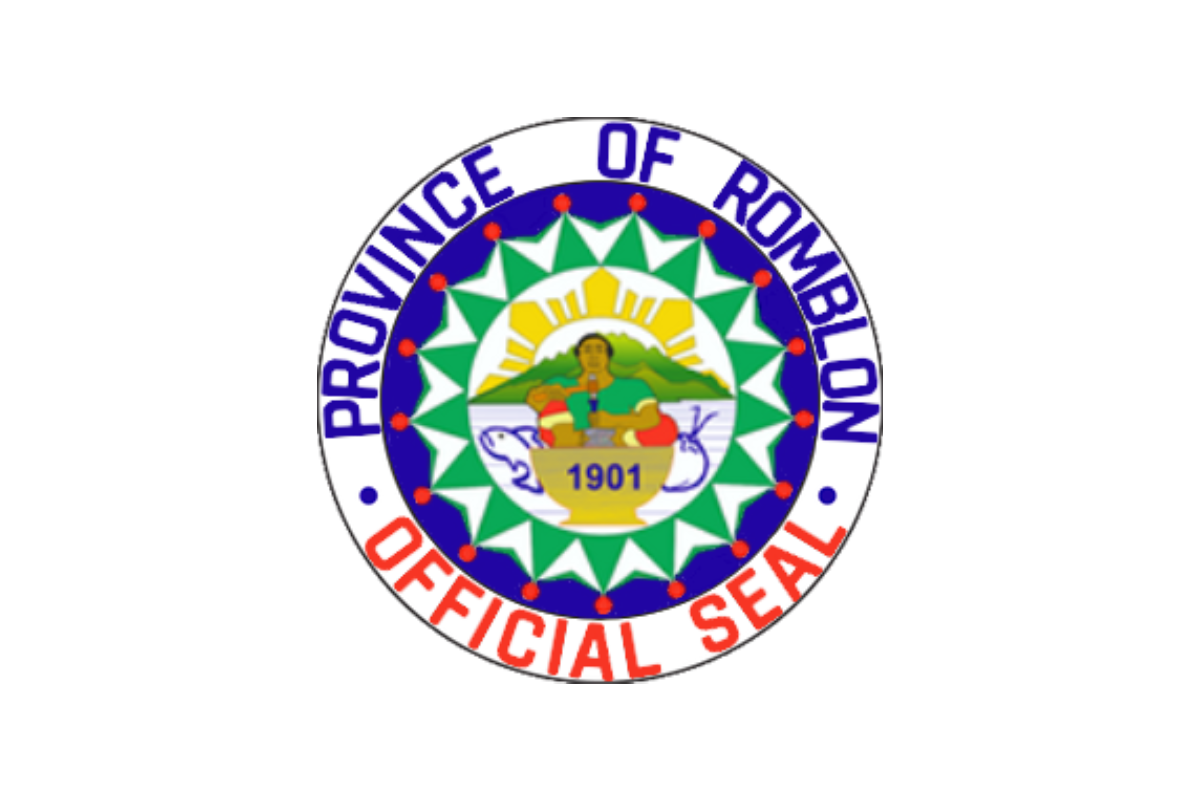
Romblon
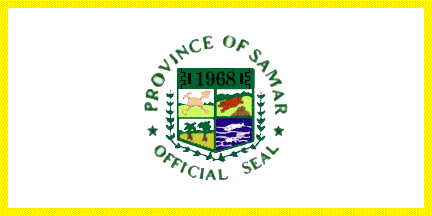
Samar
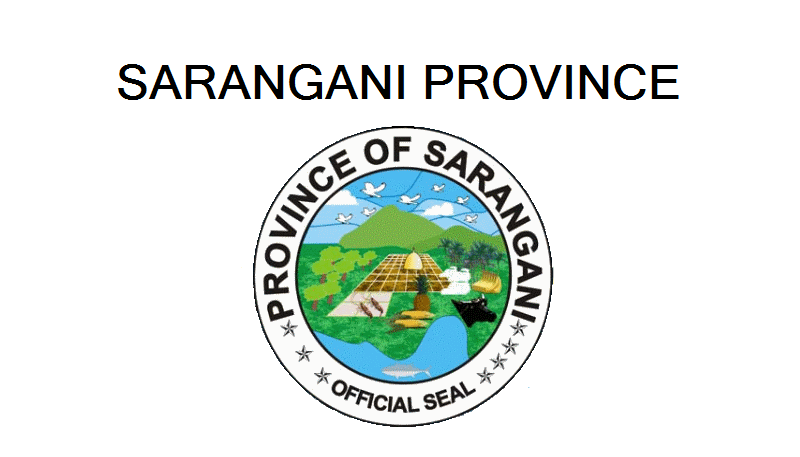
Sarangani
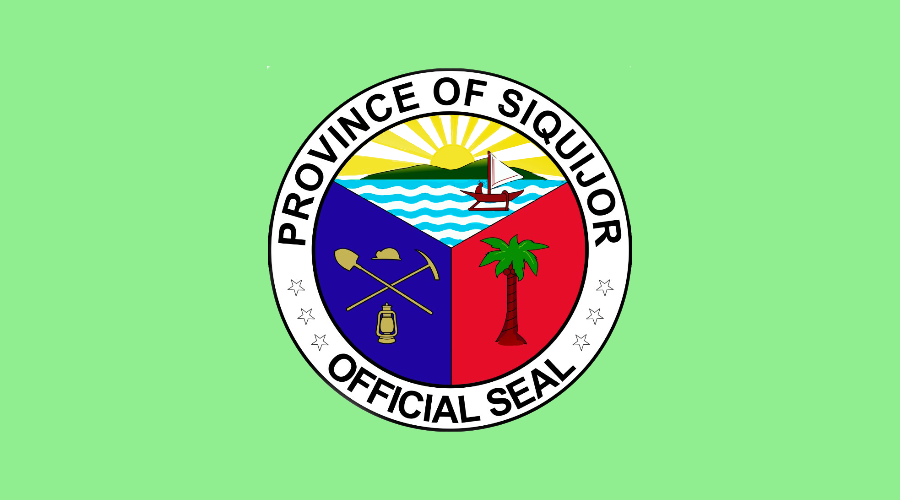
Siquijor
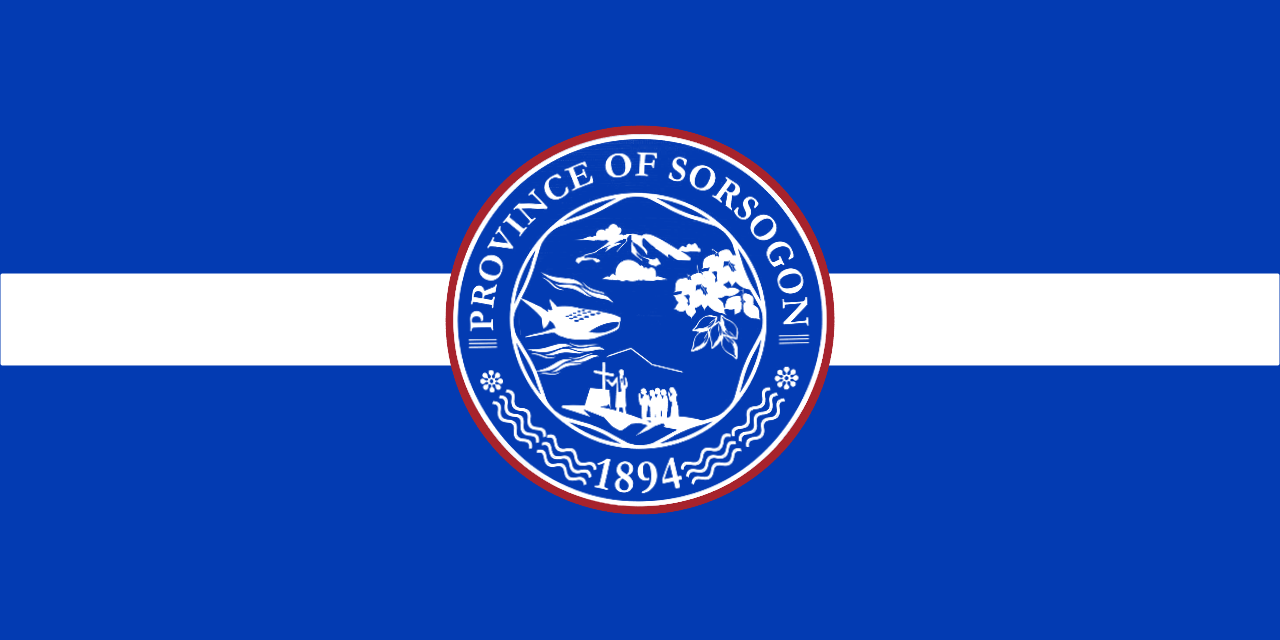
Sorsogon
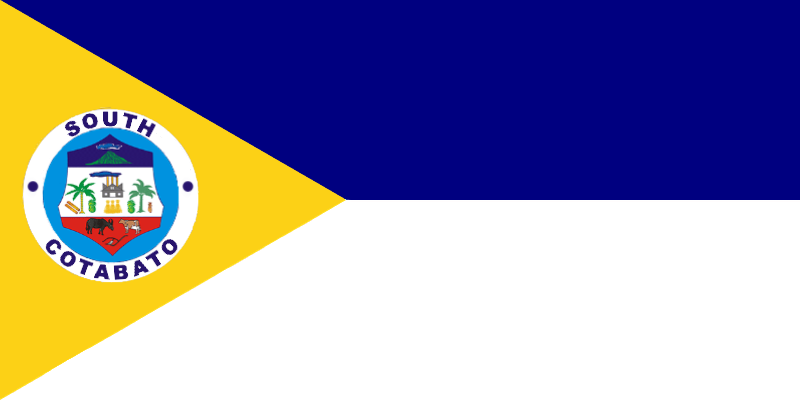
South Cotabato
Southern Leyte
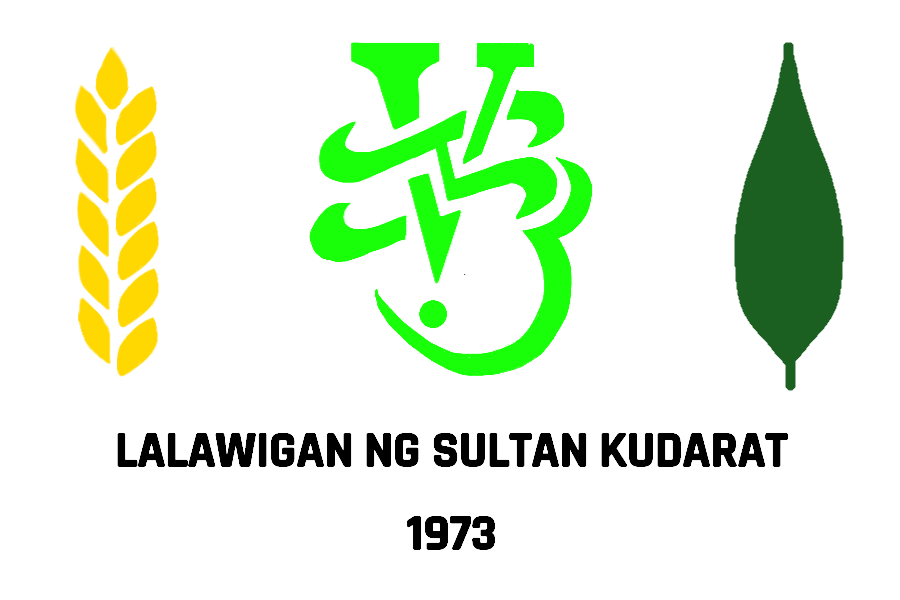
Sultan Kudarat
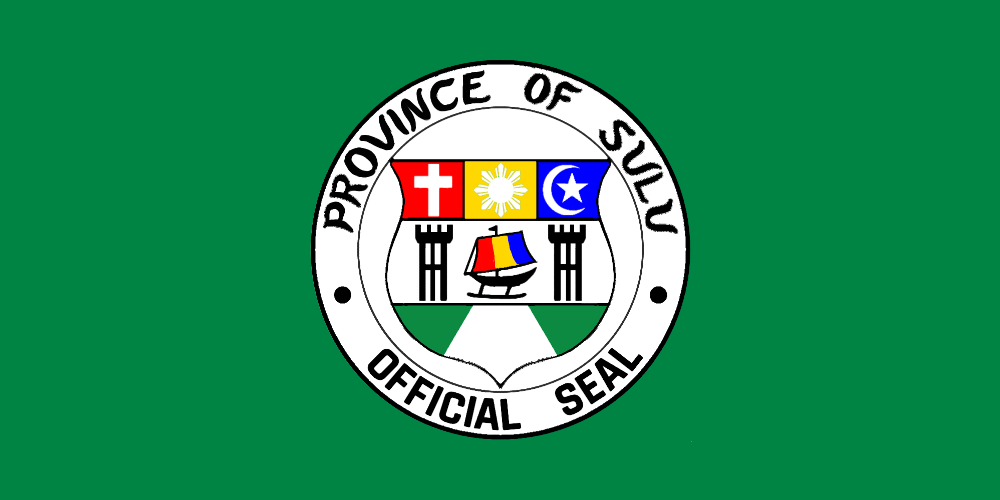
Sulu
Surigao del Norte
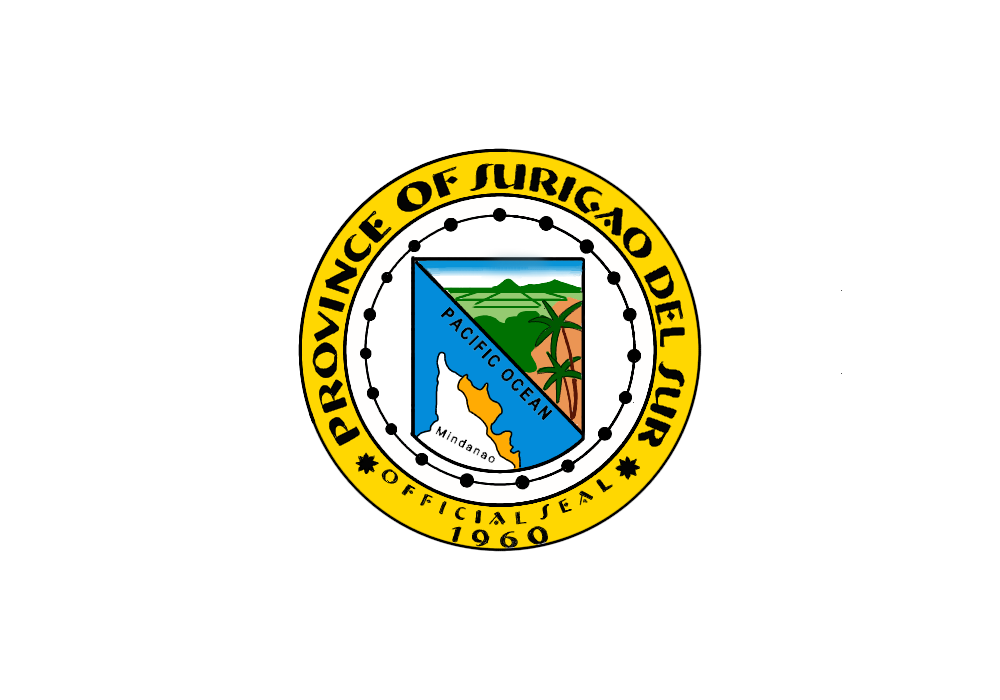
Surigao del Sur
Tarlac
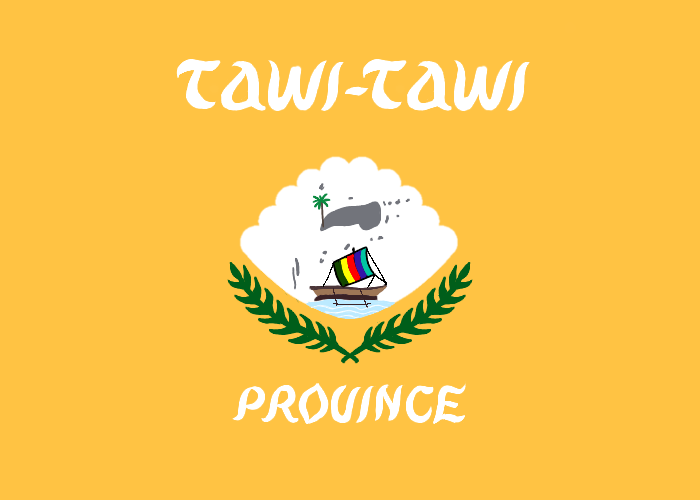
Tawi-Tawi
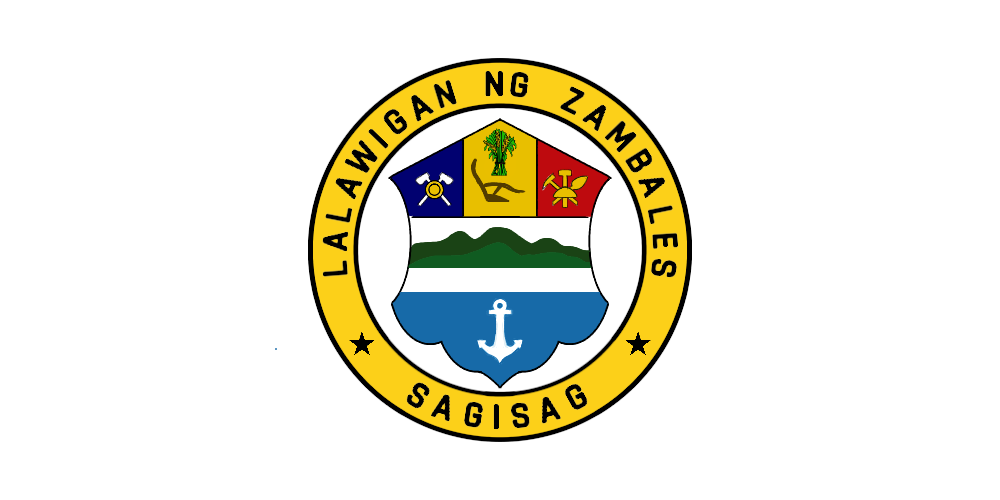
Zambales
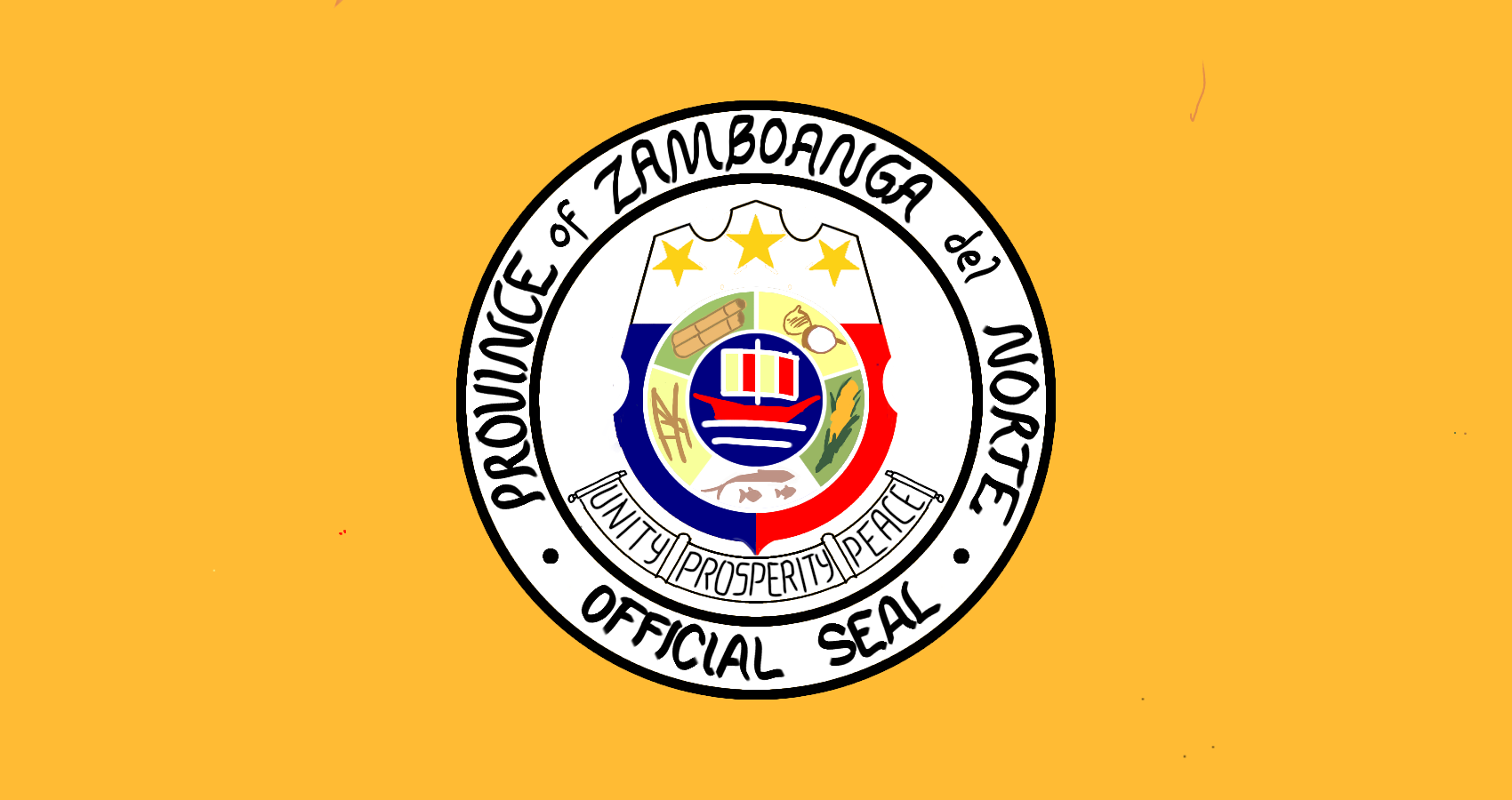
Zamboanga del Norte
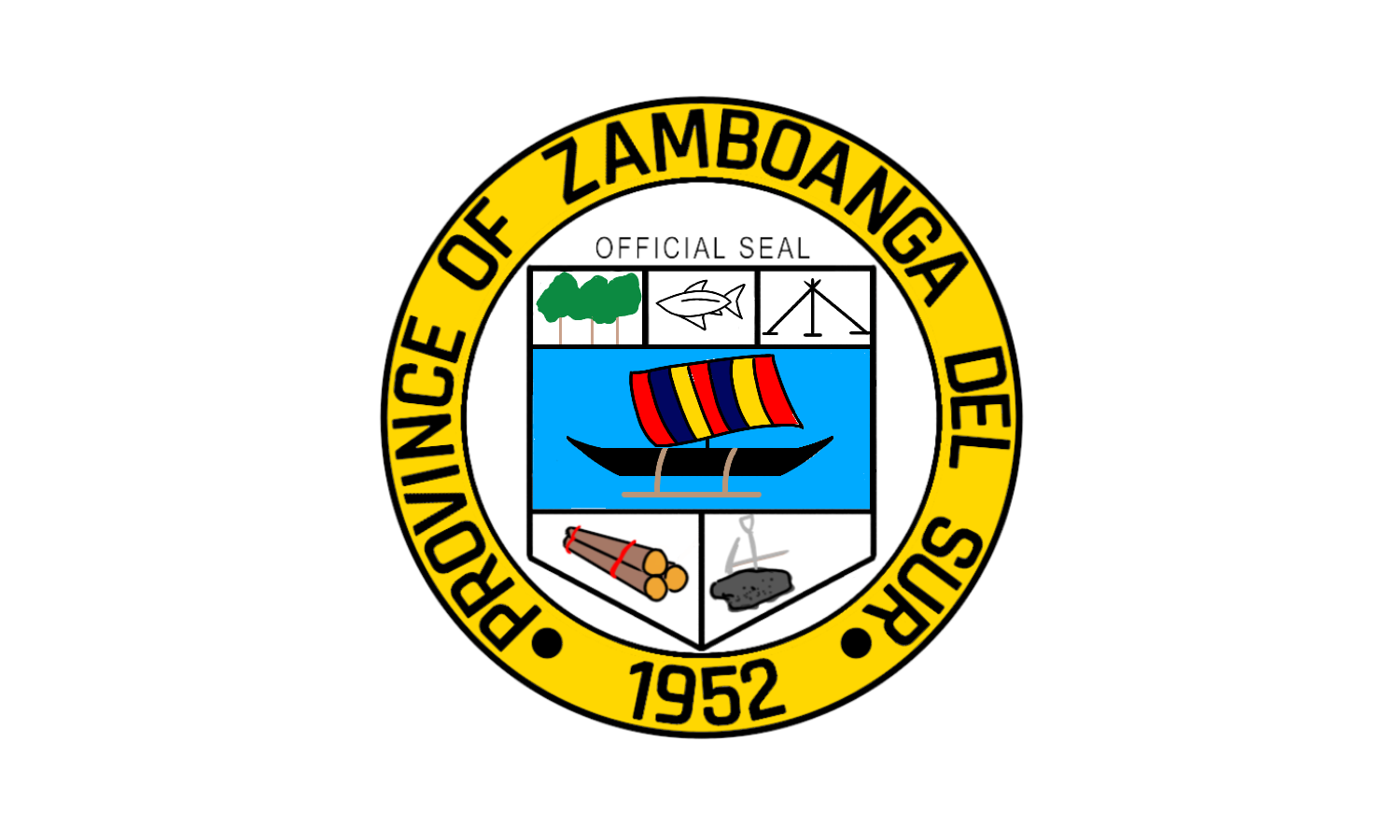
Zamboanga del Sur
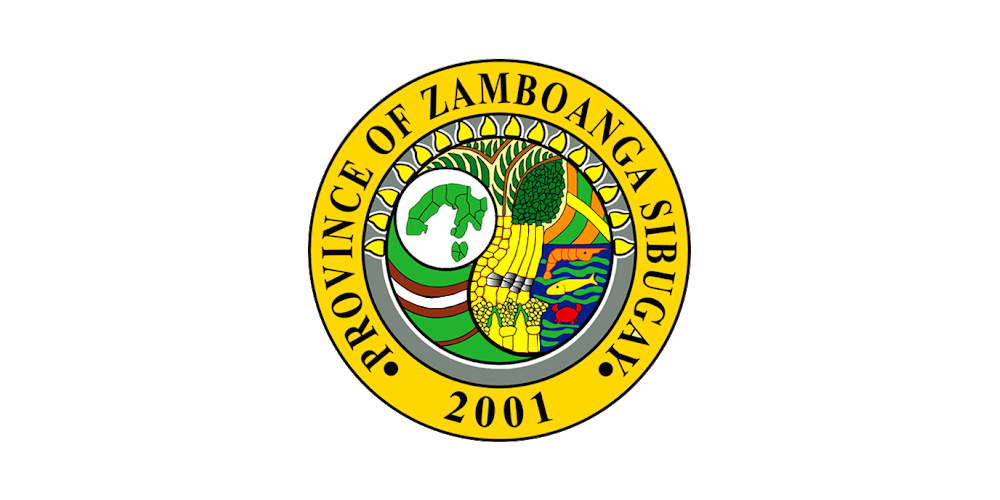
Zamboanga Sibugay

## Vlag van de autonome regio

Bangsamoro